# 問題兒童都來自異世界？角色列表

《問題兒童都來自異世界？》角色列表，介紹在龍之湖太郎小說《問題兒童都來自異世界？》中登場的人物。

## No Name

### 現時成員
逆廻 十六夜（聲：淺沼晉太郎）
本作男主角，被召喚到箱庭的三個問題兒童之一。十七歲，來自2010年5月5日的日本。（於小説第二部Last Embryo中為19→20歲）奉行「享樂主義」的問題兒童。認為上天無法創造出在他之上的人。恩賜卡為鈷藍色。興趣是玩樂和閱讀，性格狂妄且舉止略顯粗暴，其實是個溫柔的人，總是為了同伴著想，臉上總是掛著淺笑，是為了隱藏原本過於精悍認真的表情，傲嬌的性格意外地跟貓耳很搭。具有超人般的運動能力，而且學識淵博（本人自稱只是雜學），邏輯推理能力非常好，意外地是一位頭腦派，在恩賜競賽中時常可以冷靜分析，是「No Name」的前線主力與參謀。愛稱飛鳥為大小姐，耀則是春日部，並和耀一樣料理能力非常好。雖然身上掛著的耳機早在被黑兔召喚時跌入水中泡壞了，但為了把頭髮壓下去仍然使用著耳機。平時白日喜歡出門追尋感動（樂趣），半夜則喜歡閱讀，喜歡以捉弄黑兔為樂，飛鳥跟耀也會跟著配合，常被黑兔吐槽時受到紙扇攻擊。不過後來該耳機在「Underwood」被巨人襲擊弄成碎片，曾以髮箍為代替。其實該耳機並非市售的耳機，而是弟弟焰的原創作品。得知被弄毀後，表示耀不需為了耳機的事介懷，還說耳機是為了達成和朋友的約定而帶。
看起來只在乎自己的事，其實非常為共同體著想。有不把事情往自己認為是「善」的方向扭過去就不肯放棄的性格，即使只給他人帶來好結果，但那是十六夜所期望的戰鬥的結果，所以對此絕無後悔。自我認為只要能在自己的心中把自己的責任昇華就不是自大好勝。過度的強大使十六夜本質上無法依靠同伴，被殿下認為是一個不可無視的弱點。耀認為無論何種困境都交給他的結果，使自己在無意識中失去了他的信賴。因此飛鳥和耀一直希望，有一天十六夜會得意洋洋地對她們說「一起戰鬥吧」，打從心底期待著，並努力改變自己。
在「No Name」的評價往外擴散的同時，十六夜的戰鬥經歷也開始傳開，結果就是參加遊戲的資格受到顯著的限制，到最後只剩下「Thousand Eyes」的白夜叉能介紹遊戲給他。自從來到箱庭之後就不斷地發生水難，本人稱水難開始時應該由潛入伊瓜蘇瀑布深處開始。
自幼失去雙親成為孤兒，幼時生活在福利機構。非常出名的問題兒童，福利機構輪過二十四處，養父母換過三十一個家庭，其中檢舉收養者私下犯罪的次數則是二十一次，無論是哪個機構或家族都拒絕收養十六夜。在十歲時曾在原世界以「主辦者」的身分舉辦了一場遊戲，是以誰先找出十六夜就獲勝的鬼捉人，然而在最終以為沒有人可以找出十六夜時，在外面下著暴風雨的廢棄建築物，與金絲雀首度邂逅，並由金絲雀獲勝。金絲雀提出收養十六夜為養子，並與其進行新遊戲的提案。自那天開始金絲雀就把十六夜帶出日本，環遊世界各地，龐大的知識量和料理能力由此而起。最後，兩人在十六夜十二歲時定居在金絲雀創办的福利機構「CANARIA寄養之家」。
在北區煌焰之都參加「階層支配者」召集會時，遭到魔王聯盟「Ouroboros」宣戰。十六夜作為參賽者方的遊戲領袖帶領著「No Name」和「Salamandra」對抗魔王聯盟，並與殿下進行一對一決鬥。基本性能略勝殿下一籌，持續單挑下去會以十六夜的勝利來劃下句號，但因琳解開了最強魔王「阿吉·達卡哈」的封印而被迫與殿下中斷遊戲，並在受傷的狀態下前往魔王之處。替黑兔抵擋「阿吉·達卡哈」的致死攻擊，並以會死亡的覺悟一個人阻止著「阿吉·達卡哈」。在傑克的幫忙下成功逃走，在空中城堡透過「獨角獸之角」治療傷勢。最後與黑兔聯手用模擬神格·梵釋槍（Brahmaastra Replica）的長槍將「阿吉·達卡哈」心臟貫穿。但因十六夜有了殿下所送的「獅子座」刀槍不入的恩賜，才能完成不可能挑戰。
對逆廻十六夜來說，這是他的完全敗北，認為愧對「阿吉·達卡哈」的遺言
单凭蛮勇来挑战的十六夜，本来应是屈服于魔王之下而死去的。
那时候借助殿下的力量。杰克赌命制造胜机。
这些全是十六夜所想的攻略计划中不存在的要素。
一切都只不过是命运的齿轮，为了让无法获胜的十六夜取胜利而从旁干扰，所以明明敌不过却获胜了 
為方便在昏暗的地方讀書，曾向傑克購買能調整光線折率並進行夜視的玻璃所製成的眼鏡。
在短篇白夜叉的送別會中使用了對黑兔的命令權來平息白夜叉的怒火。
與黑兔為義姐弟的關係（黑兔較十六夜早出生與被金絲雀收養，因此是姐姐），但實際看起來更像是主從關係（十六夜為主人，黑兔為跟隨者）。
第十二卷指出其本來的姓氏是西鄉。
在第十二卷後暫時離開共同體與黑兔一同在箱庭各處旅行。
第二部中，三年後的十六夜再登場時援救了陷入危機的焰，並以「弟弟」稱呼他。由於和外界的時間差，實際上在外界失蹤了五年。
目前和釋天一起被困在外界，在破解了「天之牡牛」遊戲及試圖回歸箱庭失敗後目前在釋天開設的公司裡工作

持有恩賜：
- 「真相不明（Code Unknown）」

正所謂「來源不明、名稱不明、效果不明」具備所有條件的「真相不明」，是個違反箱庭世界常理的恩賜。之所以被眾人稱為違反箱庭世界常理，是因為十六夜本身具備「擊碎天地的恩賜」跟「擊碎恩賜之力量」，兩種能力同時成立的狀況。是個本身擁有奇蹟，卻又能破壞奇蹟的矛盾恩賜。目前已知的能力是，擁有能擊碎山河、斷裂大海的拳頭，能以第三宇宙速度投擲物體，有著石化和死之詛咒等完全無效的體質，能抵抗即死攻擊的頑強肉體。而且能用右手使出貫穿天際、擊碎夜天眾星的「極光柱」，有著與啟動了阿維斯陀的「阿吉·達卡哈」的「模擬創星圖」匹敵的力量。由於這個恩賜被蛟魔王認為與齊天大聖同為「半星靈」，而金絲雀等人認為是最強的「原典候補者」。即使是白夜叉也搞不清楚這個恩賜，但可以斷言的是「真相不明」跟「原典候補者」不是同一種形式或者體系。克洛亞·巴隆認為這樣的恩賜只是最上層的表面部分而已。金絲雀認為如果硬要給他的恩賜存在著一個名字，就叫「Last Future of Embryo」。第十一卷中指出是代表「人類」的「原典候補者」，為能打破人類造成的天災終末論而誕生的英雄。
- 「第三種星辰粒子體(3S,nano machine unit)」

存在於十六夜血液之中的納米機械。被稱為人類最後的奧秘，可以從周圍的環境情報令能量無中生有，也就是完成了的第三類永動機。換而言之十六夜就是活生生的第三類永動機。能夠成功擊退「衰微之風」的真正原因就是這個恩賜破解了遊戲。似乎是十六夜已故的父母所研發。十一卷中提到十六夜必定會拯救世界，實際上有兩種情況。一是間接拯救世界，這種情況下十六夜就是第三類永動機的開發者。二是直接拯救世界，這種情況下十六夜自身就會成為永動機。並且，「絕對惡」與「閉鎖世界」這兩個人類最終考驗的出現和破解都與第三類永動機的完成以及十六夜這個人的存在有著莫大的關係。
Last Embryo第四卷中十六夜啟動B.D.A——血中粒子加速器（Blood accelerator）「override with another crown」，化身為第六宇宙速度的星辰體
- 「草編手環」

由莎拉送給十六夜的恩賜，在手環上刻有「龍角鷲獅子」旗幟，草編手環的能力是鷲、獅子，以及獅鷲獸通譯，當十六夜戴上手環後就能和鷲、獅子，以及獅鷲獸溝通，但不能用在這三種以外的種族身上，據莎拉說草編手環其實是一件古董。
據說草編手環起初是由某個著名詩人編織出用來幫德拉科·格萊夫通譯的工具。
黑兔（聲：野水伊織）
把十六夜等三個問題兒童召喚至箱庭世界的人（以恩賜召唤，此恩賜以參加遊戲的方式從主辦者中得到）。金絲雀的養女。在箱庭中非常受歡迎，但在「No Name」內被當作玩賞用的小動物。時常為了問題兒童們而四處奔波。穿著部分是因為白夜叉答應黑兔如果穿著這樣的裝扮在她的恩賜遊戲中擔任裁判時，會給她加三成報酬。平時所穿的迷你裙被白夜叉賜予了好像看得見但又絕對看不見裙下風光的恩賜，可說是銅牆鐵壁般的迷你裙。黑兔原本不是本名，本名應是十歲時在誕生祭中被賜予的，但在誕生祭途中被魔王「阿吉·達卡哈」襲擊，使得誕生祭被迫中斷，故黑兔最後並不知自己的本名。
善之軍神帝釋天的眷屬，被稱「箱庭貴族」月兔的後人，具有名為「審判權限」的特權。約200歲。到能獨單一面需要200年的歲月時間(月兔200年才進入第二次成長期)，在這之前外表維持約10歲的少女姿態。在一族中算是相當年輕的晚輩，所以沒有箱庭裡相傳遠古事情的知識。使用力量時髮色及兔耳會改變顏色，一般是黑色（人設為藍色）轉變成淡紅色（人設為粉紅色），使用梵釋槍時進而變成藍色（動畫中是粉紅色），失去神氣（兔耳）時頭髮會變黑色。恩賜卡帶有黑白色裝飾。出生時因為帶有四個上天賜與的神格裝備──「模擬神格·金剛杵」、「模擬史詩·日天鎧」、「模擬史詩·梵釋槍」、「月界神殿」，並被賦予月之主權之一，所以被稱做「月之神子」。
出身於東區上層月影之都，十歲時故鄉被魔王「阿吉·達卡哈」毀滅，本人則被金絲雀等人所救，因此希望能守護第二個故鄉「No Name」。對金絲雀本人抱持強烈憧憬。曾經與十六夜比賽過遊戲，最終以平手收場，雙方各得到一命令權。與殿下打鬥時因同時使用了「模擬史詩·梵釋槍」跟「模擬史詩·日天鎧」而受到了懲罰，失去了神氣（兔耳）但卻保住了靈格。為了保護被雙頭龍襲擊的飛鳥，黑兔飛撲向雙頭龍的灼熱吐息之中，重現了月兔獻身的傳承，使黑兔超越死亡并短暫獲得帝釋天的神格，擊退雙頭龍。模擬神格重現死的傳承，欲將黑兔燒盡。最後飛鳥責問蒼天，成功使月兔的神格（兔耳）回歸。
與逆廻十六夜為義姐弟的關係(黑兔較十六夜早出生與被金絲雀收養，是姐姐。)，但實際看起來更像是主從關係(十六夜為主人，黑兔為跟隨者)。
第九卷第四章中使用了對十六夜的命令權來逼使十六夜參與換衣遊戲。
取回神格後，兔耳變得伸縮自如，常配合紙扇一起用來吐槽。
對於回歸後的克洛亞的騷擾能若無其事的應付。
在第十二卷後暫時離開共同體與十六夜一同在箱庭各處旅行。
近乎完美的資質卻不知為何總是帶了點殘念，被形容跟主神（帝釋天）簡直是一模一樣
於小説第二部Last Embryo中，將史詩紙片給予十六夜後，為維持靈格，而將外表變成約十二歲的蘿莉身型
持有恩賜：
- 「模擬神格·金剛杵」

解放模擬神格後可以使出「軍神槍·金剛杵」，是以燃盡自身作為代價，導致武器無法負荷輸出而毀壞，只能解放一次神格的恩賜。紅色閃電前端變化成銳利的槍尖，燒盡金剛杵後成為一把紅色長槍，可以把整片原野燒成焦土。在獲得帝釋天神格時，能召喚複數的金剛杵，而每一個金剛杵解放模擬神格後都蘊藏著毀滅都市的力量。
- 「月界神殿」

由佛門十二支天中的軍神帝釋天和月神旃陀羅賜予。只要月兔擁有被分割成十五份的月之主權中的其中之一就能召喚的舞台型恩賜。結界内的環境與月面相同。由於是強制轉移，如果敵人是人類，黑兔單憑這一個恩賜就能完勝對手。
- 「史詩·摩訶婆羅多的紙片」

能夠召喚出「模擬史詩·梵釋槍(Brahmaastra Replica)」與「模擬史詩·日天鎧」，在恩賜遊戲中只能使用一次。「模擬史詩·梵釋槍」是具備勝利命運的神矛，連神靈也可以一擊打倒的必殺必勝之神矛，只要神矛刺中目標，直到消滅貫穿對象為止會無限放出能量的槍，淩駕所有概念并擊斃敵人。因為神矛有著「一定能打倒被貫穿者」的命運，所以當面對原本就無法貫穿的對手時，無法發揮出十全的力量。「模擬史詩·日天鎧」是召喚不死太陽盔甲，可是面對有相克屬性的攻擊時，還是會受到重傷。由於這個恩賜的力量實在太過壓倒性，因此被設定了一個限制。要是在同一場戰鬥中同時使用了矛和鎧——就會遭受到和英傑迦爾納同等，甚至是更嚴重的懲罰。
「梵釋槍」本來是梵天所擁有的神槍，由「護法十二天」之首的帝釋天、「護法十二天」的顧問和印度神話的最高神梵天所打造的一擊必勝的神槍，使用後是必定能夠獲勝並打倒敵人的武器。恐怖之處是寄宿的恩賜并非「殺死」而是「勝利」，無論對手是誰，拿着如何堅不可破的盾牌也好，都可以擅改世界，引導出淩駕敵人的恩賜。是擁有宇宙真理梵的語源的最高神才可以使用的恩賜。黑兔的「模擬史詩·梵釋槍」作為模擬的神槍，只有把貫穿對手後所必要的能量無限量供給和放出的恩賜。
久遠 飛鳥（聲：布萊德庫特·莎拉·惠美）
被召喚到箱庭的三個問題兒童之一。十五歲，來自1967年8月27日的日本。恩賜卡為酒紅色。是「No Name」的前線主力。料理能力非常差。父母雙亡，原本「預定」會有姐妹。在原世界中是日本五大財團之一「久遠財團」的千金大小姐，出世後因被人懼怕「威光」的力量而被關進了宿舍制的學校。曾對十六夜自嘲自己是「關在籠中的鳥」，也因此接受邀約來到箱庭世界。自尊心非常崇高，常與十六夜鬥嘴，不過有時卻十分相投，和耀的交情和互動非常好。既優雅又純樸，雖然傲慢卻又懂得體貼，高貴但也親切，這種充滿魅力的德性使無論是精靈、惡魔或者妖怪都會喜歡上飛鳥，願意為飛鳥效力。不像十六夜和耀兩個同伴般，身體能力只是普通人的程度。出身於主張「長度不過膝的裙子成何體統」的日本文化中長大，是名道地的昭和女性，所以飛鳥不能接受不過膝的衣服，而喜歡的衣裝不論是和服或洋裝只要可愛就可以了。
十六夜等人推測久遠一族是靠着神靈的恩賜來綿延子嗣，而飛鳥是當中第十代的子嗣，加上當時日本敗戰不久之後，飛鳥無意中成為「國家期望的救國志士」，完成歷史轉換期，讓她獲得了無色透明的恩賜和靈格。才剛出生，就具備了本來要藉由人生功績才能獲得的靈格，成為因時代而覺醒的「半神靈」。而阿爾瑪特亞認為飛鳥是為了成為神群之首而誕生的偉人，而她的人類身體只是暫用的東西，是被流放於外界「 Arcadia 」成員的後裔。
在第十二卷打算暫時退出No Name，去外界救出飛鳥一族系譜上的舊No Name的夥伴。
在第十二卷可知女王騎士斐思就是她沒能出生的雙胞胎妹妹久遠彩鳥。
在第十二卷提及若飛鳥未被黑兔召喚至箱庭中，便最終會與萬圣節扯上關係而引發歷史轉換期。最後為到故鄉尋找舊No Name的伙伴而暫時離開箱庭。
持有恩賜：
- 「威光」

黑兔指出，「威光」是一個幾乎還未受到人工雕琢的原石才能，而飛鳥本身的才能似乎已經在長時間培育下，傾向支配的屬性，是用強烈意念改變動植物和現象的恩賜。飛鳥顧慮到像耀和十六夜這樣不需支配也能一起同樂的朋友們，拒絕讓操縱他人的力量變得更強，並開始往「支配恩賜的恩賜」這方面發展。意念越強烈，所希望的事物能力和效果就會越強大的恩賜。傑克推斷「威光」是賦予恩賜「模擬神格」的恩賜，把恩賜呈現出的靈格最大化，甚至還有可能讓恩賜在有限制的情況下解放出神格級的力量。缺點是靈格的最大化會使恩賜的壽命也明顯縮短。
實際上的確可以賦予「模擬神格」的恩賜，但與「權能」是無限接近的力量。能把火焰提升至核熱，把閃電提升至天雷，把凍結提升至絕對零度。能讓一切事物寄宿神格的「威光」十分接近八百萬神明的概念，在根本上與日本神話群有著共通的地方。但目前飛鳥本來所擁有的神性以某種形式分離了出來。
- 「迪恩」

深紅色的鋼鐵巨兵。是「Rattenfanger」的群體精靈使用星海龍王賜予的神珍鐵鍛造而成。全身的驅動仰賴神珍鐵擁有的伸縮自在恩賜，類似以鋼鐵形成的肌肉，使「迪恩」能伸縮自如。和中空的身軀相反，它龐大的身軀擁有非比尋常的重量。在「奇蹟背負者」的恩賜遊戲中，飛鳥成功讓其驅使。只聽令於飛鳥，認為比任何人都要可靠。在「Underwood」對抗巨龍時，飛鳥將莎拉的龍角變成純粹靈格并解放力量，以此和「迪恩」的裝甲融為一體，使「迪恩」成功支撐著比山河還要龐大的巨龍。其後傑克（Will o'wisp)和盧奧斯(Persus)的加工讓龍角和神珍鐵核心融合，並在空洞的身體裏加上了齒輪、活塞，使「迪恩」擁有比過去更強大的怪力和烈焰，獲得比以前更優秀的沖刺力和能迅速反應的機動力，全身還能噴發灼熱的氣息。
- 「阿爾瑪特亞堡壘」

阿爾瑪特亞是宙斯的養母及眷屬，是一隻山羊神獸。飛鳥本人雖有強大的恩賜，可並無能保護自身安全的方法，所以同盟共同體「Will o'wisp」特別為飛鳥準備這個恩賜。由維拉協助下轉生，與飛鳥訂下某種契約，並由傑克和盧奧斯加入金剛鐵製成「阿爾瑪特亞堡壘」。稱呼飛鳥為「主人」。平常以山羊之姿顯現，白銀的體毛迸發出刺眼的閃電，在飛鳥本人有危機時能變成鋼鐵球體全方位保護飛鳥。實為養育年幼希臘神群主神的豐饒之女神。她的角能讓肥沃的大地結出纍纍果實，她的毛皮在覆蓋上金鋼鐵後，就會成為能抵擋一切攻擊的希臘神群最強之盾「埃癸斯神盾」，可要啓動這面盾牌需要「天空」的神格。為此飛鳥能把分別注入了模擬神格的四個寶珠餵給阿爾瑪特亞，使阿爾瑪特亞可以短暫取回本來的神格，如雲霧般飄浮，如冰雹般席卷，如雷霆般出擊。
因是神獸的同時也是神的存在，所以也會人化術，人化術時會變成有略長的亞麻色頭髮編起来並从膀垂下到胸間，以及有從堅強的眼神中能看出的聰慧和嫻静的氛围。而與之相反的有高出一般水平的巨乳，身穿胸口大开的竪條紋上毛衣使外觀變得相當煽情，和把外表變成大人的蕾蒂西亞時不同，能夠令人感覺到成熟女性的魅力。
- 「哈梅爾的風切之笛」

「哈梅爾的風切之笛」是把拉婷的魔笛經傑克改造成「以切開風的聲音，傳達使用者的意思」的恩賜。别人使用的話這只是單純用于傳達情報的恩賜，但由能通過神托讓神格寄宿于對象體内的飛鳥來使用的話，大範圍將土地神格化、拘束敵人的行動、強化恩賜與同志，這一切都能在一次行動中全部達成。飛鳥在第一次使用風切之笛便能完美地進行「神殿構築」，阿爾瑪特亞對此破格才能也感到戰栗。
- 「白銀十字劍」

於恩賜遊戲「Hunting」中取得，藉由「威光」使劍的層級更加進化。由於銀製品具有破魔之力，飛鳥用此劍擊倒得到鬼種之力的賈爾德。
- 「水樹之苗」

由十六夜對水神白雪姬的恩賜遊戲中獲勝得到的獎勵。一般設置在「No Name」蓄水池，提供整個共同體的水源。是由「高靈格的靈樹」和「水神恩賜」結合後產生的恩賜。於恩賜遊戲「FAIRYTALE in Perseus」中暫時借用。
- 「紅玉御手、琥珀御手」

莎拉給予飛鳥的金屬護手。紅玉鑲有紅色寶珠並埋有龍角的碎片，可釋放出火焰；而琥珀鑲有藍色寶珠並埋有水樹的種子，可釋放出水流。在「威光」的最大化下，只能引起火花的發火寶珠能夠燒掉神靈中的神技「巴羅爾之威光」；冰凍寶珠能產生冰風暴凍結地獄烈焰「愚者之劫火」，而寶珠亦會縮短壽命而破裂。發火的寶珠一個相當一枚銅幣，冰凍的寶珠一個就相當于一枚金幣的坑人價格，所以使用這些寶珠是相當砸錢的戰鬥方法。
春日部 耀（聲：中島愛）
被召喚到箱庭的三個問題兒童之一。十四歲，來自2027年9月8日的日本，帶著三毛貓來到箱庭。是「No Name」的前線主力。春日部孝明的女兒，父親是雕刻家，而母親是生物學家。耀平日的表情展現稀少，有著無口的性格，同時是個大胃王，會為了吃到更美味的食物而鑽研料理，料理能力可以媲美十六夜。非常看重情義，容易因為朋友或「No Name」被侮辱而憤怒。恩賜卡為祖母綠色。本來有著無法用雙腳步行的不治之症。而孝明在耀十一歲時到醫院探病，述說許多箱庭中的體驗，並送了圓形木雕項鏈「生命目錄」給耀，使耀獲得了朋友（動物）們的能力而重新讓雙腳站起來。在父親的影響下，認為前往外面生存時，朋友是最重要的財產，所以非常重視自己的朋友；同時也渴望和父親一樣與獅鷲獸等成為朋友。但當耀向他人分享父親的見聞時，沒有任何人相信她說的話，有些甚至加以嘲笑，從此和他人變得疏遠，只和動物們接觸。因此非常重視來到箱庭後遇見的十六夜和飛鳥之間的羈絆，曾說過來到箱庭是為了交到新的朋友（人類）。
在第十二卷時實力已經大幅成長，被十六夜稱為「我也不一定能戰勝」和「現在能贏她的人才比較難找」。
父親春日部孝明為NO NAME前任首領。在第十二卷與十六夜激戰七天七夜，最終因儲存靈格用盡而落敗。帶著首領出道戰敗北、私鬥敗北、麥克風挑釁失敗的三份傳說，嚎啕大哭的登上了首領寶座。
第二部中已成為東區階級支配者。
持有恩賜：
- 「生命目錄（Genome Tree）」

孝明送給她的貴重物品（恩賜），外觀為圓形木雕工藝品，以楠木的神木製作，刻著系統樹的紋路。可以使擁用者獲得與言語不通的異種族交談的能力，並從他們身上獲得常駐的特定能力，例如耀能從獅鷲獸身上獲得踩着空氣飛翔的能力、從凱爾特巨人身上獲得強大的身體能力等。此外亦能透過改變「生命目錄」的外型變成各種各樣不同的恩賜。
實際上「生命目錄」能夠從所有生命體上收集情報，從「目錄」采樣，然後「進化」以及「合成」，讓持有者持續進化的單一系統樹，甚至能夠模擬「最強種」的力量，是春日部孝明製作的「抗魔王用全面性戰鬥武裝」。只要有這個恩賜，無論在多麼不可理喻的遊戲中，使用者都能對應所有的局面而留有勝算。例如對上不死者等「應該無法打倒的敵人」，有「生命目錄」的話勝算就不會是零，是為了與魔王戰鬥而制造的希望之武裝。不過當使用了超過蓄積在「生命目錄」中的靈格總量時，為了保護使用者自身，會暫時性地停止機能。孝明為了加強耀的力量以打倒魔王「阿吉·達卡哈」，在「生命目錄」中加入了自身的靈格。
「生命目錄」的雛形其實是一個使信仰衰退和量產生物兵器的恩賜，由與一部分神群敵對的「敵托邦」為了顛覆他們的根源而製造出來。製造者是被最凶惡魔王「閉鎖世界」下令的，在「敵托邦」中出生的耀的母親。
- 「無法成為任何人的人（No Former）」

耀由她的母親那繼承的恩賜。在「敵托邦」中出生長大的人（家畜）會隨時間損耗他們的靈格，緩慢地失去性命，最後變為不存在，這就是「No Former」的能力。耀由於擁有從父親那裏得到的靈格而能活下來，可是從母親那裏繼承的恩賜是刻入靈魂的，所以耀有著無法用雙腳步行的不治之症。耀由於未能確立自己的靈格，目前靈格的根源是從雙親那裏得到的最初的恩賜，所以使用「生命目錄」也不會像格萊亞般怪物化。
- 「風天之梵語」

黑兔送給耀的。是一個能輔助飛行的恩賜，可以在靴子上刻著「風天之梵語」以作為補助。
三毛貓（聲：西明日香＆陶山章央（大叔版））
由耀帶來箱庭世界中的貓，是耀第一個朋友，對耀十分忠心，愛稱耀為小姐。和耀是同一天出世，從出生至今的十四年間都一直陪伴耀。當耀在與十六夜和飛鳥的比賽中落敗，無法參加「Underwood」的前夜祭時，為了懲罰十六夜而偷偷奪走了他的耳機。十六夜因要尋找耳機而放棄參加前夜祭，使耀得以參加。在「Underwood」一事中，三毛貓受到重傷而留在那裏養傷及養老度過餘生。
在第二部中疑似以人化之術擔任精靈列車的操作員。
仁·拉塞爾（Jin Russell，聲：五十嵐裕美）
「No Name」的前領導者。十一歲。個性率直卻偶爾會露出躊躇的一面。父親生前在「No Name」看守金庫。尊敬著十六夜，並跟著十六夜學習。認為十六夜平常總是用不可靠的笑容來敷衍回應，其實是為了遮掩本心的撲克臉。十六夜為了讓仁更確信自己應該擔當的責任並適時的讓他有機會出風頭，其實也是為了讓他更加對自己有自信，時常被十六夜戲稱小不點大人。在十六夜的培訓下，表現出能讓十六夜信任的交涉戰略和能力。在和「黑死斑魔王」、「六傷」的交涉中可見其能力。與「Salamandra」的領導者珊朵拉很早就認識了。當第一次跟殿下見面時，在佩絲特也沒告訴的情況下察覺出殿下隸屬於魔王聯盟，並裝作不知情。仁為了奪回同伴、旗幟和共同體的名字並消滅真正的魔王聯盟，提出與殿下等人聯盟，幫助他們以下犯上。成功與殿下達成契約，目前正與殿下等人一同行動。
在恩賜遊戲「The PIED PIRPER of HAMELIN」中，達成所有的勝利條件并予以破解，作為報酬得到了能召喚佩絲特的戒指。
第十二卷中，為了用自己的方式幫助共同體，以精靈使役者差遣眾多被封印的魔王，參與殿下組織的「真正的魔王聯盟」，其重要的原因是為佩絲特取得「太陽主權」。
持有恩賜：
- 「精靈使役者」

仁繼承家族而來的恩賜，是一種可以讓靈體種族隸屬於自己并差遣他們的恩賜，還能透過隸屬於自己的靈體的五官窺視狀況並且在同步時連思考也能相通及通過契約的指環能進行交流。但只能對特定的種族發揮效用，而且如果沒有先締結隸屬關係就無法發動，然而卻能對自然靈也發揮出微弱的效果。這恩賜不論主人的靈格高低，即使面對魔王也能夠徹底支配對方。「精靈役使者」與刻有「Grimm Grimoire Hamelin」旗幟的戒指配合便可以召喚身體與靈魂被打碎而死亡的魔王佩絲特。
「精靈使役者」是位處箱庭四位數的「所羅門靈王」因為封印了七十二名魔王的功績而獲得授予的恩賜。至於仁的一族，是通過了「所羅門靈王」為了分贈恩賜而準備的考驗之一——「天方夜譚」的家系。
- 「黑死斑神子」

曾襲擊煌焰之都的魔王，為「Grimm Grimoire Hamelin」的首領，遊戲被破解後成為了仁·拉塞爾的隸屬，其身分為曾席捲歐洲的黑死病之8000萬死者的代表。
蕾蒂西亞·德克雷亞（Leticia Draculea，聲：巽悠衣子）
蕾蒂西亞是被稱為「箱庭騎士」的純種吸血鬼。為「No Name」女僕組侍女長，不像另外兩名女僕，料理能力非常好，現在非常享受女僕的生活。過往是「串刺魔王德古拉」，吸血鬼之王，也是初代「全權階層支配者」，並曾持有「蛇夫座」的太陽主權，目前持有「主辦者權限」。三年前被魔王奪走的「No Name」同伴之一。外型平時為金髮蘿莉，只要拿下特別訂製的大緞帶，外表就會變成大人。恩賜卡是帶有金色和紅色和黑色的裝飾。不太喜歡下雨，因血腥味和濕氣一起悶著散不掉的感覺很不好。過度的同伴獻身精神源自屠殺同族的罪惡感。被問題兒童三人要求成為他們的女僕，而當中他們已經講好以3：3：4的比例分享蕾蒂西亞的所有權。
在箱庭的開闢時代，年僅十二歲的吸血鬼公主蕾蒂西亞就到達「龍騎士」之位，帶領著「箱庭騎士」保護箱庭都市，成功建立起守護下層的「階層支配者」制度，並獲得了第十三個黃道宮──「蛇夫座」太陽主權。然而吸血鬼內部的反對派為求掌握長久折磨自己的魔星（太陽）的主權，在一次蕾蒂西亞前往打倒魔王時，發動內亂，打開箱庭的大帷幕以陽光殺死吸血鬼王族。為了使「階層支配者」制度留下，自願承擔起所有的罪名。在「行樂家」的煽動下，利用擁有凶惡懲罰條款的「主辦者權限」復仇，成為殺害同志（謀反者）的魔王。最後金絲雀令其明白真正皇族的意義，妹妹為自己背起一切的身姿，藉由達成「讓遊戲無限期中斷的條件」，把蕾蒂西亞和遊戲切割開來，蕾蒂西亞從而加入「Arcadia」。
在三年前受到魔王攻擊被奪走後，輾轉落入盧奧斯的手中。原被當成「Perseus」恩賜遊戲的獎品，但由於盧奧斯突然取消恩賜遊戲，並準備把蕾蒂西亞作為商品賣出箱庭都市外面，於是「No Name」去獲得「Perseus」的挑戰權並進行挑戰，在恩賜遊戲「FAIRYTALE in Perseus」中取得勝利並搶走「貨品」蕾蒂西亞，蕾蒂西亞得以再次回歸到「No Name」。
在「Underwood」參加收獲祭時被殿下等人捉走，用以解放被封印的魔王遊戲「SUN SYNCHRONOUS ORBIT in VAMPIRE KING」。遊戲從一開始不管達成哪個條件，本人都會以死謝幕。因為只有承擔起舍棄主辦者方的勝利和救贖，最後連生命都要舍棄的風險，才能把如此凶惡的懲罰條款放入遊戲中。能沒傷害本人的情況下破解遊戲，只有擊穿巨龍「蛇夫座」的心臟。十六夜等人無視蕾蒂西亞的反對挑戰巨龍，最後成功在本人無傷的情況下完成遊戲。因為「No Name」成功破解魔王的遊戲，所以蕾蒂西亞以魔王的身份正式隸屬於「No Name」。但要返還「蛇夫座」的太陽主權「蛇夫座」的所有權是借給「全權階層支配者」的權利，所以無法賜予單一共同體。為對抗今後未知的逆境，白夜叉返回上層前，將「蛇夫座」借回蕾蒂西亞。
由於最古老魔王的封印被解開，根據地沒有安全可言，所以索性帶領著「No Name」後援的孩子到前線支援十六夜等人。在與「阿吉·達卡哈」的戰鬥中，傑克為保護蕾蒂西亞而受到重傷。
與十六夜和黑兔的恩人兼養母金絲雀曾是夥伴，但金絲雀遭流放之後變成無依無靠，直到被十六夜打敗之後才與十六夜開誠佈公的說出心底話。雖然是三人組的｢女僕｣，但只有十六夜和黑兔能夠與她開懷的暢談。最大的心願是重建金絲雀還在的共同體。
在小說第二部中，加盟了「Ourborrows」
持有恩賜：
- 「純潔吸血姬」

原本同時具備了純種鬼種與神格，因想見現今的「No Name」同伴，捨棄了神格而變成不具神格的鬼種，力量連過去十分之一都不到。
- 「龍之遺影」

能把蕾蒂西亞的影子逐漸變化成無數刀刃，不斷射出以龍影制造的無限武器，具有強大的破壞力。蕾蒂西亞曾經向上到達系統樹的守護者「龍騎士」的位置，而「龍之遺影」就是來自當時信仰的龍。
白雪姬
支配著托力突尼斯大瀑布的蛇之水神，可以變換成人類女性的姿態。人型時有著光澤的黑色長髮，身材豐滿，並散發出一股蠱惑的氣質讓人神魂顛倒。蛇型時是隻軀幹龐大到長度超過三十尺的大蛇。「No Name」女僕組三號成員，但料理能力非常悲哀，花了五小時也不能成功將高麗菜切成細絲。常與佩絲特衝突四起，並被她稱為「乳蛇」，不過有時兩人卻十分相投。對於共同體的餐飲方針是主張日式餐點派。原本的主神是白夜叉，之後隸屬於十六夜。白雪姬本來認為十六夜一旦遇到比自己強大的敵人就會輕易受到挫折，但在看見十六夜為拯救同伴而奮不顧身地投入沒有勝算的戰鬥中，終於承認十六夜為祂的「主人」。
幾百年前是被祭祀在夜叉池裡活人獻祭的活祭品，透過白夜叉賦予「神格」從而變為蛇之水神，並在托力突尼斯大瀑布棲息著。直到十六夜來到箱庭之後，為尋找「世界盡頭」而發現當時以蛇神之姿的白雪姬，兩人進行恩賜遊戲，最終以白雪姬的慘敗落幕，並失去了恩賜「水樹之苗」。為了報仇再次舉辦了恩賜遊戲「湖上之花」，透過「Thousand　Eyes」的白夜叉介紹給十六夜參加，意圖讓十六夜對自己過去的失禮行徑道歉，卻被十六夜以誇張的方式破解恩賜遊戲，並根據遊戲契約，白雪姬的身體以及心靈歸十六夜所擁有。其後十六夜和白夜叉簽定契約，在大規模的水源設施完成之前要把白雪姬暫時交給白夜叉，由於「No Name」為了東區下層地域發展願意借出擁有「神格」的白雪姬，白夜叉以外門的權利證作為報酬使「No Name」得以成為「地域支配者」。
在「Underwood」受到巨龍襲擊期間，東區亦出現魔王「阿吉·達卡哈」的分隊大肆作亂，神殿建設因而延期，所以白雪姬暫時回歸「No Name」。一開始堅決抵抗穿著女僕服裝，並和十六夜進行以平常服裝為賭注的遊戲後，不但百戰百敗，最後還差點被迫穿上筆墨難以形容的猥褻服裝，於是只能心不甘情不願地接受穿着女僕服裝的義務。曾在恩賜遊戲「Hippocamp的騎師」中被斐思的攻擊破壞了泳裝，雖然躲進了十六夜的恩賜卡，仍然被十六夜看見了全裸。
由於最古老魔王的封印被解開，根據地沒有安全可言，所以「No Name」索性到前線支援十六夜等人，到空中城堡幫助傷者處理傷勢。
第二部中，三年之後的白雪姬換回原本的和服，出現在「Under wood」。個性比三年前少根筋（黑兔曰：「和某人越來越像」）。對於十六夜的怨恨轉移到焰身上，在自己的恩賜遊戲中要求焰如果輸了要去把十六夜找來自己面前下跪賠罪。
佩絲特（Pest，聲：齋藤千和）
原魔王「黑死斑魔王」，現為「No Name」女僕組二號成員，隸屬仁個人的女僕。目前肉體的基礎是12歲，貧乳，因而被白雪姬稱為「平板女」。本人為了胸部能發育而不斷吃莉莉準備的美食。性格非常我行我素，非常討厭南瓜的氣味和牢房。常與白雪姬衝突四起，不過有時卻十分相投，而料理能力和白雪姬一樣非常悲哀。對於共同體的餐飲方針是主張西式餐點派。雖然加入了「No Name」，但仍然重視「Grimm Grimoire・Hameln」、威悉和拉婷，決不容許有人污辱他們。
本名不詳，為中世紀歐洲貴族的女兒，被父親認為是和其他家族聯姻的棋子。雖然如此但佩絲特靠著自學取得了閱讀書寫能力，讀遍了各種書籍，為了改善農奴因全球寒冷化而出現的歉收情況成功實踐新農作理論，因而受到農奴的愛戴。突然不幸地染上了黑死病，並被關進家裏的牢房，而急着想找出感染途徑的父親把當時和佩絲特要好的農奴們不分男女老幼全都殺光，因而憎恨父親，直到臨死之際都詛咒著父親。最終她的一族正如詛咒應驗般全都感染了黑死病而死，佩絲特從而獲得了小小靈格成為了浮遊靈。死後無事可做的佩絲特在歐洲到處亂晃，發現了因類似境遇而死掉的人們，並拉着他們一起行動。他們不知不覺間旅行了數百年，建立了總數超過八千萬的大家族，而佩絲特成為了八千萬死者的靈群的代表。
率領著共同體「幻想魔道書群」的魔王曾前往許多平行世界旅行，在所有的世界裏都確認了黑死病的大爆發，認為黑死病不是單純的自然災害，而是獲得了星辰的支持，隱含着一種強固絕對性的命運。由於黑死病的爆發與太陽週期有關，佩絲特認為是怠惰的太陽導致黑死病大爆發，為此想進入箱庭向太陽復仇試圖改變黑死病的命運。然而在召喚的儀式途中，那名魔王卻輸了和某人的恩賜遊戲並生死不明，而佩絲特則保持被封在彩繪玻璃裏的狀態，好幾百年都在倉庫裏積着灰塵。直到殿下等人唆使「Salamandra」購買「哈梅爾的吹笛人」魔導書，佩絲特再次被召喚，成為新人五位數魔王「黑死斑魔王」，並建立隸屬於魔王聯盟的共同體「Grimm Grimoire・Hameln」。
在火龍誕生祭時以「主辦者權限」強制舉辦魔王的恩賜遊戲「The　PIED　PIPER　of　HAMELIN」，為新興共同體「Grimm Grimoire・Hameln」召集人才的同時封印白夜叉和解決新的「階層支配者」珊朵拉，最後被十六夜等人破解恩賜遊戲，並死在「迪恩」投擲的「模擬史詩·梵釋槍」之下，身體和靈魂都被打碎。由於「No Name」在恩賜遊戲「The　PIED　PIPER　of　HAMELIN」達成所有的勝利條件並予以破解，根據箱庭的規則，佩絲特得以復活並隸屬於「No Name」，由於失去了「哈梅爾的吹笛人」魔導書，所以不再具備「神靈」的身份。由於白夜叉個人的興趣，在佩絲特復活後強迫她穿上非常多下流又不要臉的服裝。平時寄宿在刻有吹笛小丑「Grimm Grimoire・Hameln」旗幟的戒指內，當戒指和仁的「精靈役使者」配合便可以召喚佩絲特出來。
在「Underwood」受到巨龍襲擊期間，凱爾特巨人族也同時襲擊「Underwood」，由於黑死病傳承的緣故，黑死病對凱爾特巨人族具備超群的效果，作為對抗巨人的強大力量而在前線活躍著。
在仁決心幫忙佩絲特改變黑死病爆發的命運後，終於承認仁是自己的真正主人，並隸屬於他個人。但她並未知道，讓黑死病橫行的，正是為了打敗魔王「閉鎖世界」的「Arcadia」，「No Name」的前身。這是本應由人類自身打破的人類最終考驗，被神靈出手的結果，帝釋天等神都有所後悔。目前和仁一起與殿下等人一同行動。
- 「黑死斑神子」

原本的恩賜名為「黑死斑魔王」，在啟動了「哈梅爾的吹笛人」魔導書變成「神靈」之後恩賜名變成「黑死斑死神」，在復活之後恩賜名變成「黑死斑神子」。
格利（Gry，聲：石井康嗣）
「Underwood」出身的獅鷲獸。兼具鳥之王與獸之王的幻獸。德拉科·格萊夫之子。在十年前與異母兄長的格里菲斯對決戰敗，因而離開了「Underwood」並加入了「Thousand Eyes」。目前為「No Name」的客座成員。
當問題兒童三人來到箱庭不久，在白夜叉的安排下與耀進行過一場恩賜遊戲，由耀勝出，格利由此認同她為朋友。
在巨人族襲擊「Underwood」時失去騎師。其後在恩賜遊戲「SUN SYNCHRONOUS ORBIT in VAMPIRE KING」中幫忙十六夜時，受到蕾蒂西亞的「龍之遺影」攻擊，因而失去翅膀，認為自己無法再以參加者的身分戰鬥，所以十六夜決定要找到能幫助格利恢復翅膀的方法。在恩賜遊戲「Hippocamp的騎師」當中由「No Name」獲得了勝利，所以當白夜叉決定用什麼恩賜作獎勵時，十六夜提出不要具體的恩賜，而是希望獅鷲獸格利成為客座成員這樣的願望。在得到白夜叉的允許下答應了要求，成為「No Name」的客座成員。雖然加入了「No Name」，但「Thousand　Eyes」依然是内心的故鄉，向服侍了十年的主人白夜叉承諾在衪有需要時會排除萬難趕到衪的身邊。
加入「No Name」時白夜叉贈送了格利一個可以使用人化術的恩賜。使用人化術時會變成一位年齡像二十歲後半的帥哥，身高190cm，五官端整，有著與高大身軀相稱的胸肌和粗壯手臂，褐色的皮膚也醞釀出男性的性感魅力，展現出堂堂的男性風範。雖然是風采堂堂的帥哥，但服裝品味致命性地慘不忍睹，高大身軀穿着短褲配無袖背心，還氣勢萬千地站着，如此一來端整的容貌只會造成反效果，反而讓旁觀者感到丢臉。即使身經百戰而且實力出類拔萃的女王騎士斐思在看到格利的服裝後，也只有驚訝的反應。格利基於獅鷲獸的尊嚴，不會以容貌為恥和穿上庸俗布料，認為突顯自身健壯身姿才是獸王獅鷲獸的證據。
而根據十六夜的說法，格利在根據地內甚至是全裸的到處跑，引起女性陣營的抗議。因此十六夜私下會吐槽他是脫衣狂。
由於最古老魔王的封印被解開，根據地沒有安全可言，所以「No Name」索性到前線支援十六夜等人，拯救朋友。
在第十二卷中帝釋天賜予十六夜獎勵時，十六夜的願望是給這個男人（格利）獅鹫獸的英雄一對與之相稱的獸王之翼。但是，因為沒有過問格利的意見（格利認為這個傷是英雄的烙印，所以問都沒問就治癒它等於否定了自己的事蹟），反而讓格利想在恩賜遊戲中修理十六夜出氣。
莉莉（Lily，聲：三上枝織）
有著兩條尾巴和狐耳的少女。為「No Name」年長組首席，代代掌管共同體農田家系之狐狸一族。祖先是豐穰神宇迦之御魂神的眷屬，擁有其所賜予的神格。第九代的母親繼承了神格，所以三年前被不知名魔王所奪走。性格非常之乖巧又勤奮，深得「No Name」成員的喜愛。對於共同體的餐飲方針是主張日式餐點派。十六夜曾對莉莉作出了一定會幫莉莉找到母親並帶她回來的約定。
在「Underwood」受到巨龍襲擊之後，重新舉辦的前夜祭時，為了物色送給黑兔的禮物在市場到處閑逛，曾經三次被暴走的動物撞倒飛進裂縫，發現了柯碧莉亞和她舉辦的「悖論遊戲」──將「第三類永動機」完成，最終在「No Name」、「龍角鷲獅子」聯盟和「Will o'wisp」的幫助下成功利用箱庭的神珍鐵破解矛盾的恩賜遊戲，解放柯碧莉亞。
由於最古老魔王的封印被解開，根據地沒有安全可言，所以「No Name」索性到前線支援十六夜等人，在空中城堡幫助傷者處理傷勢。
在克洛亞的幫助下，目前為了繼承神格而修行。

### 原成員
金絲雀
波浪型的金髮美女，喜歡穿白色風衣跟黑色長靴，左右耳分別戴著用左旋貝殼制成的耳環。十六夜和黑兔的養母，被十六夜稱為臭歐巴桑。從十六夜和耀的對話中得知是一名超級充滿活力的人。與十六夜一樣相信自己地活著，是被恐懼為第四「最強種」的「詩人」，並師從過許多神佛。本來出身於箱庭南區，但在西區「敵托邦」內長大。共同體「Arcadia」創始者之一，擔任著參謀一職，並曾建立擁有大量超一流上層共同體，橫跨東南北區的「階層支配者」大聯盟。金絲雀確信十六夜有資格繼承大家的夢想。
在西區「敵托邦」內，經過數千數萬的歲月、多如繁星的人類中，唯一想理解鳥籠外面的人類。金絲雀在幼年時遇見了克洛亞·巴隆，被他勾起了對未知世界的求知慾，為改變使人類家畜化的「敵托邦」世界，建立共同體「Arcadia」，以殺死封鎖人類未來的最凶惡魔王「閉鎖世界」為目標，雙方的戰鬥有時會出現八千萬大量犧牲者，雖然會對這結果十分後悔，但絕對不允許「閉鎖世界」將箱庭變為人類牧場。最終成為唯一破解了「人類最終考驗」的人類。
二百年前，月兔一族受到最古老魔王「阿吉·達卡哈」攻擊，為了履行同盟月兔的誓約而前往月兔的領地，拯救了唯一倖存者黑兔。由於通往「忉利天」的天門已被魔王破壞，只有金絲雀等人能夠阻止「阿吉·達卡哈」。金絲雀召集大聯盟「階層支配者」全軍討伐「阿吉·達卡哈」，在犧牲八成人的情況下只能在煌焰之都勉強封印魔王。
三年前共同體被不知名魔王攻擊，戰敗並與克洛亞一同被放逐出箱庭外界，到達了十六夜所身處的世界。對此金絲雀充滿復仇，無法忍受「Arcadia」所建立的「階層支配者」大聯盟的夢想就此破滅。為了獲得神格從而成為神群的中心，金絲雀和克洛亞在外界準備了幾百年，於2000年時利用「詩人」的身份在十六夜身處的世界內歌頌了改變世界的詩篇，以自己的靈格作為代價，在外界引起「歷史轉換期」。然而金絲雀的歌頌出現了失誤，使她無法成為神群的中心，身體裏並沒有寄宿神格，使她原本還有數百年的靈格只剩數年。雖然金絲雀構建新神群的計劃失敗了，但他們意外地發現了十六夜，對此金絲雀認為是由於自己的失誤，錯誤地讓無名嬰兒十六夜獲得了強大恩賜，讓一個本應平凡的家庭，變得四分五裂，所以金絲雀對十六夜是十分内疚，亦醒悟到對箱庭的挑戰早已經結束了，不應該讓自己的夢想強加在十六夜身上。實際上十六夜是「注定拯救未來之人」十六夜力量的來源並非金絲雀一手造成，但本人在死前也不知這個事實。
在十六夜十歲時參加了他舉辦的鬼捉人遊戲，並獲得勝利。提出收養十六夜為養子，並與其進行新遊戲的提案。只要十六夜表示想去，金絲雀就真的什麼地方都帶他去。兩人曾經去到巴拉那河的伊泰普水電站時，金絲雀解說了人類文明的光輝之後，興奮的十六夜一拳把水壩打飛了，結果令發電廠因此停電，甚至造成所在國家非常大範圍的停電，最後兩人被當作恐怖份子只能逃亡到國外。兩人的遊戲持續了差不多兩年，他們越過國境，橫渡大陸，去尋找伊瓜蘇瀑布的惡魔，還確認過世界的盡頭。最後，金絲雀建立了一個為了接納十六夜而成立的兒童福利機構──「CANARIA寄養之家」。
兩人共度七年後，金絲雀因靈格本身損耗過大而過世。死前安排克洛亞·巴隆交給十六夜一封遺書。遺書中以精確到小數點以下的秒數來預測出十六夜的行動，並舉辦最後一場和十六夜的遊戲。雖然十六夜的性格和思考模式基本上是她刻意造成的，但十六夜發現後沒有任何不滿。只希望十六夜能夠選擇自己以後的人生，不過十六夜還是接受箱庭的邀請並加入了「No Name」。
當金絲雀尚在箱庭時，上層神群認為人類史的完成指日可待。但金絲雀在三年前失蹤後，加上最古老魔王「阿吉·達卡哈」的封印解開了，過半數上層神群都決定放棄既有的人類史，抛棄現有的箱庭，建立新的箱庭。
克洛亞·巴隆（Croix Baron）
頭戴黑色圓頂硬禮帽，身穿黑色燕尾服，並戴著圓圓的單邊眼鏡，而且有著和偏瘦身材非常相配的工整五官的帥哥，可惜是個變態。本人聲稱自己是「博愛主義」，實際上最愛蘿莉。過去曾襲擊衆多共同體並誘拐年幼的少女，打造了幼女後宮（本人強調是「也」打造了幼女後宮）。雖然長相看起來像是二十五歲上下，但表現出的氣質卻具備年齡以上的洗練，眼神有著讓人以為被徹底看穿的錯覺。共同體「Arcadia」創始者之一，雖然是金絲雀師父，但與她亦建立了主從的關係，並迷上了金絲雀。金絲雀與孔明最信任的人，兩人都可以把重要的事情推給克洛亞處理。
作為「神靈」「十字架男爵」的同時，也是「燕尾服魔王」。有著極少一部分神和惡魔才能擁有的操作世界境界之力「境界門」，強制他人轉移至領地「生與死的十字路口」，變換成沒有實體的影子，不管任何傷勢也能瞬間痊愈，可以施加猝死詛咒，而且還能復活死人，有著各種各樣強大的力量。為南美海地的伏都教中的死神、愛神以及生命之神。他的靈格象徵著彼岸、亡靈節、諸靈節等世界上許許多多的追思亡者日，而圓頂硬禮帽和燕尾服是象徵祂存在的靈格本體，只要是頭戴圓頂硬禮帽和身穿燕尾服，無論是誰都能夠依憑。知道人類生死快樂，感情豐富，喜愛蘭姆酒的神。他站在生與死、人界與神界交會的「永遠的十字路口」上，為掌管通往「諸神之世界」的「神靈」之一，而且藉由生命獲得全知。雖然是個以「賢神」之姿出名的「神靈」，然而他的本質卻是對猥褻言行以及男女間情欲抱持肯定看法的愛神，贊美無拘無束之愛，與帝釋天同為「最接近人類的神靈」而誕生。不過對衆多神群來說，他所主張的快樂是禁忌，是惡德的行為。因此他雖然作為善神誕生，卻被刻上魔王的烙印。本為精靈，但於奴隸制度所支配的時代透過成為奴隸自由的象徵，後天成為「神靈」。似乎是它給了佩絲特死後初始的靈格。
司掌生與死、愛與快樂的他，比世界上的任何人都相信人類的可能性。正因如此，他無法忍受將人類的未來封鎖並家畜化的魔王「閉鎖世界」所作所為，與一部分神群共同舉兵起義，但如此衆多的修羅神佛作出攻勢也無助戰況。克洛亞認為人類的信仰産生神明同時，神明的信仰也有著産生人類的可能性，如果出現了從西區「敵托邦」內部出生的希望之星，便能獲得勝利。在經過數千數萬的歲月、多如繁星的人類中，終於找到了衪一絲的光明，唯一想理解鳥籠外面的人類──金絲雀。克洛亞和金絲雀為了改變人類的結局而踏上旅途，建立共同體「Arcadia」。與魔王「閉鎖世界」的戰鬥有時會出現八千萬大量犧牲者，雖然會對這結果十分後悔，但絕對不允許「閉鎖世界」將箱庭變為人類牧場。
二百年前，月兔一族受到最古老魔王「阿吉·達卡哈」攻擊，為了履行同盟月兔的誓約而前往月兔的領地，與魔王「阿吉·達卡哈」戰鬥。「燕尾服魔王」用十字撕裂夜空，星空的裂痕成為經由現世和幽世的大門，召喚位於箱庭遙遠另一端的同志，一瞬間全軍召集可見其實力的強大，但在犧牲八成人的情況下只能在煌焰之都勉強封印魔王。
三年前共同體被不知名魔王攻擊，戰敗後與金絲雀一同被放逐出箱庭外界，到達了十六夜所身處的世界，變成不依憑人類就弱得保不住靈格的「神靈」，並設置了大量向箱庭呼喊救援的設置。為了使金絲雀獲得神格從而成為神群的中心，兩人在外界準備了幾百年，於2000年時引起「歷史轉換期」，但由於金絲雀的失誤讓十六夜獲得了強大恩賜，所以克洛亞對十六夜也感到内疚。答應金絲雀她死後照顧十六夜。在金絲雀逝去後沒多久出現在十六夜面前把金絲雀的遺書帶給十六夜。認為十六夜過度適應了這個世界，他的力量只是最上層的表面部分。為讓十六夜認清自己所擁有強大力量的價值，在他進入箱庭之前，與十六夜共同進入封閉的世界「生與死的十字路口」，並讓生死境界收縮并回歸虛無，意圖與十六夜同歸於盡，最終激發十六夜第一次使出擊碎星星的一擊「極光柱」從生死境界之中脫離。
在外界徬徨了1500年，最終在2065年時透過和孝明一樣的貓耳耳機，與拉普子Ⅲ一同成功被「萬聖節女王」召喚回到箱庭。目前的身體為70歲老人，現已回歸「No Name」，並與十六夜等人一同對付解放了封印的最古老魔王「阿吉·達卡哈」。
在兩百年前的外貌接近有實體的影子，由於出現在黑兔面前時就騷擾發言連發而被金絲雀踹了胯下。
和帝釋天算是臭味相投，見面時會以「人妻控」稱呼對方，並且會互相聊起糟糕的事蹟。
春日部 孝明
耀的父親。能夠來往於箱庭和外界的人物。身形雖然高大，然而體格卻有着漂亮的均衡比例，並有著端正五官的帥哥，是一個不拘小節又喜歡穿得破破爛爛的雕刻家。沉默寡言又正直純樸，要是碰上尷尬的事情講話會特别小聲，能為同伴發揮力量的了不起的男人，是十年前拯救「Underwood」不受魔王摧殘的英雄。和耀一樣是個大胃王。非常喜歡的「Crescent moon」的產品，有著一個「Crescent moon」的貓耳耳機。當雕刻家時所使用的名字為孔明，是「生命目錄」的製作者，自己也曾經使用「生命目錄」，被白夜叉認為是神代以來的大天才。他所製作的雕像被放置在煌焰之都中星海石碑的閱覽室裏。共同體「Arcadia」領導者之一，被金絲雀等人認為是「Arcadia」的最強戰力，但本人沒有自覺並有著喜歡四處遊盪的壞毛病。
孝明在耀十一歲時曾到醫院探病，述說許多箱庭中的體驗，例如在年輕時曾與獅鷲獸德拉科·格萊夫空手互毆並勝利但最終卻成為朋友等等，並送了圓形木雕項鏈「生命目錄」給耀，使耀獲得了朋友（動物）們的能力而重新讓雙腳站起來。認為前往外面生存時，朋友是最重要的財產。在他的影響下，耀也非常重視自己的朋友。與耀約定好會在兩年後的滿月夜晚接耀到箱庭一起旅行，但是到了約定之日孝明並沒有去接耀。
在200年前作為王牌，與「階層支配者」大聯盟全軍一同討伐破壞月兔一族故鄉的「阿吉·達卡哈」。但在作戰中不斷使用「生命目錄」，不知不覺間失去了人類的因子(人類宇宙觀)，最終只能把「阿吉·達卡哈」封印起來。
在三年前曾經幫助維拉對抗跟蹤狂「馬克士威魔王」，使用「生命目錄」變換成恩賜「馬可西亞斯」，利用其預知未來的能力把擁有瞬間轉移的「馬克士威魔王」打敗。此後和維拉有著約定，所以維拉在遇見耀後十分照顧耀，並教會耀用孝明的方法對抗「馬克士威魔王」。同時，由於「Arcadia」受到不知名魔王的攻擊導致毀滅，孝明也失去行蹤，生死不明。
目前和克洛亞一樣已經回歸了「No Name」，擊退了「馬克士威魔王」，並拯救了擊退雙頭龍後昏迷的飛鳥和黑兔兩人。但由於以往使用「生命目錄」後副作用的緣故，現在無法與耀相見。

## Will o'wisp
維拉·札·伊格尼法特斯（Willa Ignisfatuus）
雙馬尾少女，是「Will o'wisp」的領導者，別名「蒼炎惡魔」，北區最強的人。於生死境界顯現的大惡魔，能夠操控「境界門」。據傑克所言維拉是個讓人相當頭痛的問題兒童。有種美豔和可愛但欠缺防備的魔性，擁有能深深吸引男人的不道德性感外貌和巨乳，一舉一動都嫵媚又惹人憐愛，同時還美豔且性感，但本人對此毫無自覺。有著扔十字鈍器攻擊有興趣的對象并觀察反應的惡癖。除非有什麼特殊狀況否則不會離開領地，連恩賜遊戲都不願參加。
在外界的時候曾被「馬克士威魔王」跟蹤並求愛過，維拉以噁心拒絕了「馬克士威魔王」的求愛，但不管逃到哪，「馬克士威魔王」都能用瞬間移動一直跟來，維拉只能拜托「萬聖節女王」讓她們逃入箱庭，但「馬克士威魔王」靠自己的力量打開了通往箱庭的門，並持續跟蹤。在三年前透過孝明的幫助成功打敗跟蹤狂「馬克士威魔王」，此後和維拉有著約定，所以維拉在遇見耀後十分照顧耀(但她總是一見面就先向耀丟擲鈍器或有的沒的｢打招呼｣，讓飛鳥感到不爽)，並教會耀用孝明的方法對抗「馬克士威魔王」。
與仁和殿下等人共同對抗展現了「第三類永動機」靈格的「馬克士威魔王」，淚目地成為令「馬克士威魔王」暴走的「人質」，更被鈴以幾乎要讓她窒息的方式奪走了初吻。
事件結束後變成了女僕組的新成員，同時蕾蒂西亞表示會全力幫她避開克洛亞的騷擾。
愛夏·伊格尼法特斯（Ayesha Ignisfatuus，聲：積田加代子）
雙馬尾的可愛少女，喜愛穿黑白哥德蘿莉風的華麗花邊裙。原本是在地災中死後「轉生」而成的自縛靈，後來在徘徊時被維拉收留，現在已經成為了一個傑出的大地精靈。由於是地精，所以能夠放出天然瓦斯。懂得製造玻璃工藝品，但手藝並不如傑克，並非常習慣照顧小孩。
少女時由於思春期的關係曾自作詩歌集，但本人認為是黑歷史。
在傑克消失後毅然接下參謀的職位。
傑克（Jack o'lantern，聲：速水獎）
由維拉·札·伊格尼法特斯製作的，世界最古老的南瓜鬼怪。擁有地獄烈焰和不死烙印的幽靈，持有「主辦者權限」，為「Will o'wisp」的參謀。恩賜卡為南瓜色。能夠像在點和點之間拉起線進行移動般，透過火焰纏身並在火焰中移動。口頭禪是呀呵呵，並經常發出響亮笑聲的南瓜紳士，為共同體的孩子帶來歡樂。非常喜歡小孩子，對於傷害小孩子的人絕不放過。天生對於遊戲參加者的身份感到棘手，擔任主辦者才是他的主要活動。鍛鍊技巧非常高明，其工藝品曾在「火龍誕生祭」中獲得了最優秀獎，另外生前似乎開了間打鐵鋪。在創作上擁有高度的自尊心，認為製作不能的物品只是成本的問題而非技術層面的問題。盧奧斯的師父，在面對盧奧斯時會表現出不成熟表現。由於受到「馬克士威魔王」的威脅，主導「Will o'wisp」與「No Name」、「Perseus」和「六傷」一起結成聯盟，並以其高超的鍛鍊技術為「No Name」提供強大的恩賜。
生前為1888年震撼英國的連續殺人狂「開膛手傑克」。即使在遙遠的過去也曾進行過同等暴行甚至是更嚴重的殘酷殺戮，並欺騙聖人，展開第二次的人生成為「開膛手傑克」殺人。曾經引發小規模的「歷史轉換期」，並從1960年代來到箱庭。雖然傑克二次人生都染滿鮮血，有著被凈化的宿命，但善良心軟的聖人卻再給了傑克一次能洗心革面的機會。為了洗清這份罪行，決心改過自新的傑克扮成了南瓜小丑並成為萬聖節的主角，實行保護幼童和救濟被不當抛棄的靈魂的職務。
使用「主辦者權限」舉辦的恩賜遊戲為決鬥型的恩賜遊戲「Jack　the　monster」，並以此懲罰殺死幼兒或利用幼兒行惡的人。外型在使用「主辦者權限」後會從孩子的朋友南瓜頭傑克變成有著雜亂亞麻色長髮的男子，眼神充滿殺氣，身穿深紅色的皮夾克，雙手反握著染血的刀子，成為「斷罪人」「開膛手傑克」。衰退的詛咒對傑克無效。由於傑克的「主辦者權限」是經過聖彼得保證了遊戲規則是立意良善、制裁罪人，因此他可以避免印上魔王的烙印，從「Jack　the　monster」的答案中得知傑克並非真正的「開膛手傑克」。
名爲“開膛手傑克”的這一個人，本來就不存在。傑克生前確實是大量殺人的殺人犯，可是他並非“開膛手傑克”這種特定的一個人。因爲經濟不安定，生活所迫使娼婦增加，因此誕生了許多沒有愛的棄子們。嚷著『沒有愛就不能生于世上嗎』的孩子們，暴走引發了這個事件，由不特定的複數犯罪者所犯下的娼婦連續殺人案。這就是被稱爲“開膛手傑克”卻又不存在的怪人的真實身份。
洗淨狂氣後的棄子們傑克，發誓要把他們所犯下的一切罪業全部背負起來。若是出現了剝奪孩子們未來的人，下一次必定，要爲孩子們而戰。
由於最古老魔王的封印被解開，煌焰之都受到「阿吉·達卡哈」襲擊。在十六夜英勇單挑「阿吉·達卡哈」之際，尋找聖彼得並要求他強化傑克的「主辦者權限」，但在返回「阿吉·達卡哈」所在地時由於「境界門」被「馬克士威魔王」破壞而無法返回，在陷入危機之時受到克洛亞的幫助並返回拯救十六夜。與蕾蒂西亞、蛟魔王、鵬魔王和斐思聯手阻止「阿吉·達卡哈」，為保護白夜叉托付的王牌蕾蒂西亞而受到重傷，雖然保住了一命，但已經無法再次參加對抗「阿吉·達卡哈」的作戰，其後負傷再次參與戰鬥時被阿吉·達卡哈破解了遊戲而使傷勢再惡化。
為守護孩子們的未來，把持續了100年以上積累的善行，積累的信賴，朝向自己的無數笑容，相信傑克的正道和請求的監護人的聖彼特和女王，全部清零墮落爲魔王“以惡制巨惡”，藉由在自己的遊戲中寫入大量對自己有利的規則來正面對決阿吉·達哈卡。化爲星辰體（Astral）的傑克，靈格已經徹底消失。其軌迹的證明，剝開了通往惡神心臟的通道。阿吉·達卡哈作爲神明的一人，對此行徑呈上的神谕，認同其正義，即使全世界不認同。對此傑克滿足地消逝去了。
持有夢魔奧列·路格埃製作的魔法傘。

## Perseus
盧奥斯（Laius，聲：井上剛）
曾是「Thousand Eyes」幹部之一。傑克的弟子。為帕修斯之子嗣，庸俗快樂主義者，沉迷酒色娛樂，在父親死亡後繼承「Perseus」領導者位置。花花公子的性格為「Perseus」種下了毀滅的種子，最終在恩賜遊戲「FAIRYTALE in Perseus」中被「No Name」所打敗，被搶走「貨品」原「No Name」成員的蕾蒂西亞，「Perseus」亦因此從五位數降成六位數共同體並被放逐出「Thousand Eyes」。
由於擁有工匠神赫淮斯托斯的神格，鍛鍊技術非常高超。坊間傳聞「Perseus」升為「Thousand　Eyes」幹部的契機就是因為他們在二十年前成功量産出「黑帝斯頭盔」和「赫爾墨斯之鞋」的複制品，擁有重現各式神話裝備的可能性。雖然不情願，但目前正與「Will o'wisp」共同為「No Name」提供強大的恩賜。
原本糟糕的個性目前漸漸的收斂，但仍稱不上成熟。
稱呼傑克「腐爛南瓜」，和傑克是歡喜冤家般的師徒。
被拉普子們逼迫在魔王戰中做為先鋒進行奇襲，雖然開戰不久就逃走了，但是還是創下近距離接觸魔王以提供奇襲優勢的創舉，不過本人打死都不願意再經歷一次。
也因為這次重要貢獻，盧奧斯取回了原本被沒收的阿爾格爾的（部分）使用權。
持有恩賜：
- 「阿爾格爾」

- 「赫爾墨斯之鞋」

附有翅膀的飛天鞋，具有飛天的恩賜。
- 「鐮形劍」

能斬殺神靈的劍。
- 「黑帝斯頭盔」

冥王的防具，具有隱形的恩賜。複制品只能消除身影，但不能消除味道、熱量、聲音，而真貨可將這些都消除掉。
- 「火焰弓」

能夠射出蛇形軌跡的炎箭。
親信（聲：鷹野晶）
盧奥斯的手下。
海怪克拉肯（聲：藤原貴弘）、格賴埃三姐妹（聲：定岡小百合）
守護著挑戰「Perseus」權利的恩賜—紅、藍兩顆寶珠。
阿爾格爾（Algol，聲：藏合紗惠子）
平時化成頭顱外型的金色裝飾品，是盧奥斯所擁有的最強恩賜。具有石化能力的恩賜「蛇髮女妖之威光」。當解開封印時，會變成綁着戒具和捕捉用皮帶的灰髮女性並不斷發出尖叫。
原為「最強種」的「星靈」，擁有「美杜莎」、「原初的惡魔」等諸多仇名的魔王，能與「萬聖節女王」匹敵的箱庭三大問題兒童之一。口頭禪是「阿爾醬，超～美麗！」。自古具有高度的魔性，在古代美索不達米亞時代作為地母神而廣受崇拜，但随着時代的轉移和天文學的發展，其屬性也逐漸變化，慢慢從地球的靈性存在中隔離開來，最終醒覺為「星靈」。由於在希伯來的舊約聖經中被當成「原初的惡魔」，以此為契機對一切時代和世界撒下惡魔和害獸，並對三千世界的修羅神佛宣戰。經過無數年月才被神群封印，可是身為起因的舊約聖經神群卻斷然拒絕保管她那種問題兒童的封印，幾經迂回，最後由希臘神群的衆神代為保管。然而阿爾格爾對監護人雅典娜的美麗和現充不滿，於是雙方進入全面戰争，而帕修斯趁阿爾格爾喝得爛醉如泥的時候將其暗殺，最終以意外的形式為女人間的戰鬥落下帷幕，阿爾格爾則被融入到希臘神話群的世界觀中，從「星靈」墮為「神靈」再隸屬於帕修斯。目前隸屬於盧奥斯，但由於盧奧斯的能力太不成熟，阿爾格爾的靈格壓倒性地縮小。

## Thousand Eyes
白夜叉（聲：新井里美）
「Thousand Eyes」幹部之一，東區的「階層支配者」，在箱庭東區四位數以下的門無人匹敵，最強的「階層支配者」。銀髮和服蘿莉，非常好色，和克洛亞一樣是個變態。對於這方面的嗜好，十六夜和白夜叉像是找到同好般地用力握手。非常喜愛玩弄黑兔，並且經常不斷性騷擾黑兔。在黑兔房間中的衣服幾乎都是由白夜叉給予並希望黑兔穿上，同時飛鳥喜愛的紅色禮服也是白夜叉給黑兔的衣服。另外「No Name」女僕組的女僕服裝都是由「Thousand Eyes」提供的，不但服裝料子高級，而且穿起來的感覺非常好。表面上整天都只會玩樂，但其實非常勤奮，只是完成「階層支配者」工作之後時間有剩，所以能夠玩樂。非常照顧「No Name」並幫助他們復興，而且在「No Name」陷入危機時經常伸出援手。為掌控著太陽與白夜，以最強物種揚名世界的「星靈」兼「神靈」。「白夜」的「星靈」象徵永不西沉的太陽，「夜叉」的「神靈」象徵水和大地的鬼神。司掌太陽運行的星靈之一，在二十五份太陽主權中持有十四份太陽主權，和蕾蒂西亞一樣曾任「全權階層支配者」。前箱庭的三大問題兒童之一，非常討厭同為問題兒童的「萬聖節女王」，兩人水火不容。
本為最凶惡魔王「人類最終考驗」之一的「天動說」，在天與地的概念誕生之前就已經存在的天體法則，君臨所有宇宙觀的中心。不過隨着人類史的發展，衪的靈格不斷縮小，最終被壓迫到白夜的地平線，成為「白夜王」。雖然靈格縮小，但身為「白夜王」的衪仍是掌管太陽運行的「星靈」之一，是足以和太陽神相提并論的最高位存在，其神威至今也是無法估量。作為諸神的神威同時，還有作為魔王的王威，由這兩者中誕生的「白夜王」是最強的「星靈」，在箱庭中位列第十的強者。縱使白夜叉擁有不需要隸屬於任何宗派的強大靈格，衪為了能以「階層支配者」的身分干涉下層，皈依佛門降低自己的靈格，獲得了「神靈」夜叉的靈格以此取得箱庭眾多神明的信任。
在「Underwood」受到巨龍襲擊的同時，東區和北區亦受到魔王聯盟的襲擊。拜火教最古老魔王「阿吉·達卡哈」的第一世代分身出現在東區下層大肆作亂，白夜叉為了不讓三年前的悲劇再現，把神格奉還給佛門，重新獲得過往作為最強「星靈」居臨箱庭的力量，一擊打倒了五隻第一世代並阻止他們分裂，避免東區下層成為一片血海。白夜叉在返還神格並取回靈格的時候由於反作用而變成美姬，但由於「星靈」沒有實體，白夜叉有意的話不管是嬰兒美女還是女高中生都能變化。由於過往曾為魔王，透過皈依佛門而能夠以「階層支配者」的身分干涉下層，但在奉還神格後活動受到限制而必須回歸上層，因此委託蛟劉以「代理支配者」的身分守護東區。
短篇中白夜叉在離開東區下層時舉辦了連續七天七夜的送別會，並舉辦了恩賜遊戲「落陽」，但最終被「No Name」以卑鄙的方法破解。為了不被仇敵「萬聖節女王」得知白夜叉輸給了下層並加以嘲笑，決定毀滅「No Name」當遊戲沒有發生過。十六夜為此奉上對黑兔的命令權來平息白夜叉的怒火。其後返回了箱庭三位數的上層。
由於最強魔王「人類最終考驗」之一「阿吉·達卡哈」的封印被解開，白夜叉在沒有佛門的許可下，企圖破壞「忉利天」擅自前往下層，舉辦「悖論遊戲」並與「阿吉·達卡哈」一同永久封印。但從「齊天大聖」口中得知過半數上層神群決定放棄既有的人類史，拋棄現有的箱庭，建立新的箱庭，為此尋找著擁有過半數太陽主權的白夜叉。目前正與「齊天大聖」一同躲藏在「天岩戶」，對抗操控神群的幕後黑手。
自稱在永恆的生命中只輸過三次比賽：第一次敗北，使世界分出了晝夜；第二次敗北，讓太陽被區分成三份；第三次敗北，失去了「天動說」的靈格。
店員（聲：西明日香）
身穿和服的女店員。個性冷靜，遵守規則，在No Name到訪店面時拒絕他們進入。具備武術資質，擅長使用薙刀。
平時是會擔任白夜叉的安全裝置，以阻止白夜叉亂來。
被十六夜稱為「鐵壁之女」，曾經被酒後失態的帝釋天騷擾並拒絕他，所以不願意和帝釋天多打交道。
屬於被戲弄起來很有趣的類型。曾經被十六夜和飛鳥耍得團團轉。
曾被白夜叉要求穿上泳裝過，在小說第一部最後一集升為店長。
格利

拉普拉斯惡魔
「Thousand Eyes」幹部之一，同時也是「階層支配者」，目前仍在休眠中。與金絲雀是摯友。司掌「全知」的惡魔，和白夜叉一樣曾任魔王。具有預知未來的能力。擁有著壓倒性情報收集能力的群體惡魔「拉普拉斯小惡魔」，並將收集到的情報傳送給本體，另外亦可以如同投影機般播放出收集到的情報，進行恩賜遊戲的現場直播。「拉普拉斯小惡魔」通稱為拉普子。共同體「拉普拉斯惡魔」的創始者，旗幟上帶有百萬之眼，在四位數構築根據地，曾加入金絲雀創建的「階層支配者」大聯盟。以往曾是北區的「階層支配者」，而目前未明言是哪一區的「階層支配者」，若以排除法來推測則是西區的「階層支配者」。為了對抗魔王而制作出恩賜卡「拉普拉斯紙片」，靠著「全知」顯示所持有恩賜的名稱，並可以將具體化的恩賜收納起來方便隨時具體化，又可以保存農作物和家畜肉品等對應持久戰的準備，能夠大幅提升對抗魔王時的生存率。
歷經千辛萬苦在無限寬廣的外界之海中尋找著金絲雀。在位於否定拉普拉斯理論的時代原本是無法保住靈格，但由於金絲雀在2000年時引起了「歷史轉換期」，拉普拉斯惡魔意外地能夠保住靈格並完成形態變化。當金絲雀在病院休養時成功透過拉普子Ⅲ尋找到友人金絲雀，並答應金絲雀在她死後照顧十六夜。目前拉普子Ⅲ與克洛亞一同成功被「萬聖節女王」召喚回到箱庭。由於本體仍然休眠中，於是透過拉普子Ⅲ支援十六夜等人對付解放了封印的最古老魔王「阿吉·達卡哈」，企圖使用200年前與「阿吉·達卡哈」戰鬥的相同戰法。
即使透過檢索「全知」大惡魔的書庫，但對於十六夜本人不但無法鑒定其所持有的恩賜，而且用「千里眼」也無法捕捉到十六夜本體的實像，直到用肉眼捕捉到為止都掌握不了十六夜的存在。

## Salamandra
珊朵拉·特爾多雷克（Sandora Doltrake，聲：佐土原香織）
北區的「階層支配者」的其中一人，11歲的紅髮少女，最年輕的「階層支配者」。持有恩賜為「火龍」。與仁是幼時便認識的好友，對待「No name」相當親切。頭上裝著星海龍王之龍角正是「Salamandra」第二十四代首領的證明。在擊退「黑死斑魔王」和單獨打倒了其他的魔王後，靈格比起以往和佩絲特對峙時增大了數倍，不過實力和功績還有所不足，未能完全統領「Salamandra」。想依靠家人和同志，卻未被他們信賴，使年幼的珊朵拉身心受著重擔。在「神隱」事件中，看到了只有小孩子才能看到的凶手「混世魔王」，可是無論是曼德拉還是其他同志，都沒有人願意相信珊朵拉說的話，曼德拉甚至刻意把珊朵拉調開讓她不能接觸到「神隱」事件。珊朵拉為了獲得同志的信賴，在殿下和琳的慫恿下，與他們共同調查「神隱」事件，最後在仁的幫助下才發現殿下和琳是魔王聯盟的人，一度避免了成為「神隱」事件中的受害人，然而最後還是被「混世魔王」偷襲並搶奪了身體，成為被「神隱」的孩子。目前珊朵拉的身體被「混世魔王」用「主辦者權限」所舉辦的恩賜遊戲搶佔並使用著。
曼德拉（Mandora，聲：小西克幸）
珊朵拉的哥哥，「Salamandra」的現任參謀。年幼時已經認識克洛亞，另外亦認識孔明，並稱呼他為孔明兄。雖然非常不滿十六夜等人的問題兒童行為，但實際上肯定他們的實力並會協助他們。非常勤奮努力，但由於先天的能力不足，龍角的成長并不顯著，因此不得不放棄繼承大位的念頭，雖然如此但曼德拉仍然盡心盡力輔助珊朵拉。起初認為名譽比起禮節更加重要，所以認為已經沒落的共同體「No Name」沒有資格參加火龍誕生祭並為難「No Name」。為了讓年幼的珊朵拉振作起來，肩負起「Salamandra」，決定向殿下等人購買「哈梅爾的吹笛人」魔導書，並將「黑死斑魔王」引入火龍誕生祭。在火龍誕生祭的魔王來襲事件完結後，十六夜要求曼德拉訂下一個契約才原諒他，曼德拉藉此對「Salamandra」的旗幟發誓，重修以往與「No Name」的關係。在「神隱」事件中，當珊朵拉被「混世魔王」的恩賜遊戲佔領並取代時，對當時不相信珊朵拉的話表示後悔。
星海龍王
「Salamandra」的初代首領。由於星海龍王這個名字的緣故，會被人認為是「龍之純血」，但其真實身份是在中國神話群中被當做「災之凶星」的最高位魔王太歲星君，並且是假想於木星逆位置上的，實際不存在的虛構行星的「星靈」。在中國神話群中木星是被當作劃分星空的天體分割法「赤道十二辰」基準的神聖之星，又以歲星為名而廣被信仰。作為虛星的太歲由於與其他「星靈」不同沒有實態，因而被講述成各種形態，例如以三面六臂的身姿，或者以鮎魚般龍姿的「星靈」。名字從太歲星君變為星海龍王，是通過改變身姿和名字，從而隱藏其真正的身份。
擁有著名為「虛星·太歲」的「模擬創星圖」，並留下了各種各樣的遺產。恩賜遊戲名為「In the sea of stars dragon」，原本是封印著最凶惡魔王「阿吉·達卡哈」的遊戲，但遭琳破解並解開了「阿吉·達卡哈」的封印。

## 龍角鷲獅子

### 一角
莎拉·特爾多雷克（Sala Doltrake）
南區的「階層支配者」，原為「龍角鷲獅子」聯盟的議長和共同體「一角」的新任首領，在聯盟合併後成為共同體「龍角鷲獅子」的現任首領。有著一頭紅髮，健康古銅色肌膚的美少女。是曼德拉及珊朵拉的姐姐，至少有著二百年以上的年齡。說話時語調用詞總表現出高壓的態度，然而卻並不會讓人感到不快。與飛鳥交情不錯，曾給予她一些自製的恩賜。認識克洛亞，並稱其為克洛亞大人。鍛鍊技術十分精緻，在火龍誕生祭中以「Salamandra」的名義展示了莎拉用靈造似曜岩大結晶所雕刻而成的星海龍王的雕刻像，另外北區及南區地下都市的水晶水道技術都是莎拉獨自一人開發的，相對地她對於智謀特化型的恩賜遊戲十分苦手。本應繼承北區「階層支配者」「Salamandra」的首領一職，但因為種種原因而逃到南區，「Salamandra」則由珊朵拉繼承，而莎拉靠著自身的實力成為「龍角鷲獅子」聯盟的議長。雖然已經離開了故鄉，但仍會關心故鄉的事情。
在「黑死斑魔王」襲擊北區的同時，南區的「階層支配者」「Avalon」被殿下等人打倒，莎拉作為南區最大聯盟的首領，準備接任南區「階層支配者」一職，條件是舉辦一個成功的收獲祭。但在「Underwood」舉辦收獲祭的時候，受到殿下等人率領巨人族襲擊，莎拉指揮著「龍角鷲獅子」對抗。當殿下等人解開巨龍的封印時，莎拉切斷擁有自身大量靈格的龍角，並將龍角給予飛鳥讓她提升「迪恩」的力量，以對抗巨龍保護「Underwood」，最後在十六夜的幫助下成功擊退巨龍，而「龍角鷲獅子」聯盟以擊退魔王的功績升格為五位數并成為南區的「階層支配者」。但由於莎拉切斷了自己的龍角，靈格縮小，今後也無法順利運用力量，所以被格里菲斯質疑作為議長的實力，要求退位。雙方決定以恩賜遊戲「Hippocamp的騎師」決定議長人選，如果「No Name」獲勝則委任他們從聯盟中指定「階層支配者」，相反「No Name」以外取得優勝則由格里菲斯擔任南區「階層支配者」，最終「No Name」成功獲勝，莎拉成為新的南區「階層支配者」，並獲得了德拉科留下的恩賜──擁有兩千年靈格的「鷲龍之角」，其後更將「龍角鷲獅子」聯盟合併成大型共同體。
目前由於煌埳之都被復活的最強魔王「阿吉·達卡哈」襲擊，莎拉率領著「龍角鷲獅子」並與「No Name」等共同體共同對抗「阿吉·達卡哈」，其後被「阿吉·達卡哈」破解了遊戲，其後作為勝利所得的獎品被「阿吉·達卡哈」奪走了「鷲龍之角」。
恩賜遊戲為「GREEK MYTHS of GRIFFIN」，是尋寶遊戲，能夠無限期拘束參加者。這個遊戲的趣味所在是一邊接受懲罰一邊努力通關。
柯碧莉亞（Coppélia）
共同體「龍角鷲獅子」的參謀，是少數沒有成為魔王的「人類最終考驗」。有著蒼藍色透明的眼睛和淡金色頭髮的「跳舞人偶」，實為人類所夢見的最終幻想「第三永久機關」。由於被父親（制作者）認為無法完成而抛棄，柯碧莉亞便與「衰微之風」定下契約，在南區舉辦了恩賜遊戲「我是世界第一的勤勞者」，並在隱密的店中一直等待能夠完成永動機的父親。經過數百年後，雖然有眾多人嘗試挑戰製造永動機，但這是不可能的，所以實際上這個恩賜遊戲是一個「悖論遊戲」，柯碧莉亞是被「衰微之風」封印了。在「Underwood」受到巨龍襲擊之後，被莉莉發現了她的恩賜遊戲，最終被十六夜與傑克以假定的形式完成了永動機，成為「No Name」所造的新人偶──「神造永動機柯碧莉亞」。雖然作為永動機是完成了，但與柯碧莉亞自身所期望的形態不同，為了主動尋找能夠真正完成她的父親，同意莎拉的要求成為了共同體「龍角鷲獅子」的參謀。（實際原因并非「神造永動機柯碧莉亞」的完成，而是身負「第三種星辰粒子體」的十六夜自身作為完成了的第三類永動機通關了恩賜遊戲）。
目前由於煌埳之都被復活的最強魔王「阿吉·達卡哈」襲擊，跟隨莎拉並與「No Name」等共同體共同對抗「阿吉·達卡哈」。
另外由於在外界的2120年出現了「歷史轉換期」（似乎就是十六夜或其關係者完成了第三類永動機），「第三類永動機」的靈格被「馬克士威魔王」奪取。
由於「馬克士威魔王」被十六夜和克洛亞聯手打敗，另一個平行世界的完成型的「第三永動機關」靈格轉移給本人身上。
獨角獸（Unicon）
原共同體「一角」的成員。擁有亮麗毛色和藍白色身軀的幻獸。由於「獨角獸之角」寄宿着治癒以及淨化的加護這件事是非常有名的傳承，因此許多人為了得到這個角而濫捕濫殺獨角獸。獨角獸是個勇敢且善戰的種族，另外牠們習慣生活在水邊，所以呼喚陽光的魃是獨角獸一族的仇敵。以往魃曾長時間棲身在南區，長時間的強烈日曬導致水資源的缺乏，獨角獸一族的棲息地不斷地被破壞，而獨角獸的同胞前去討伐魃卻只能鎩羽而歸，大半的同胞也因此而喪命，在快全滅的時候幸得路過的術師將魃從南區趕至東區才免於全滅。獨角獸為了取得水的恩賜而獨自前往托力突尼斯大瀑布參加蛇神的恩賜遊戲，途中碰巧在森林中遇見尋找著十六夜的黑兔，但由於蛇神已經被十六夜打倒，獨角獸只能參加附近的水精們所舉辦的比賽，並成功獲得恩賜可以回鄉拯救族人。在回程的途中發現了仇敵魃，獨角獸血氣沖腦地追了上去，但不敵魃，在將死之際被十六夜拯救，事後獨角獸將已死同伴的遺骨「獨角獸之角」贈予「No Name」以報答十六夜等三人的救命之恩和打倒仇敵之恩。

### 二翼
格里菲斯·格萊夫（Griffith Greif）
原共同體「二翼」的首領，是具有獅鷲獸和龍馬血統的「第三幻想種」──駿鷹，格利的同父異母之兄。對自己的血統有著絕對的自信，尤以父親的血統為傲，所以把身為純血鷲獅子的格利當成眼中釘。
起初因對「No Name」及格利出言侮辱而和耀發生爭執，其後雙方在大打出手之時被蛟劉出手阻止，之後和「No Name」及莎拉以恩賜遊戲「Hippocamp的騎師」的勝利作賭注，如果「No Name」獲勝則委任他們從聯盟中指定「階層支配者」而自己會離開聯盟，相反「No Name」以外取得優勝則由格里菲斯擔任南區「階層支配者」，而在進行「Hippocamp的騎師」時，耀主動尋找格里菲斯等人，雙方對戰後格里菲斯不敵耀而落敗，落敗後就遵守承諾難開了「二翼」和「龍角鷲獅子」。

### 四足
德魯克·珀魯坲伊（Dorg Pololfy）
原共同體「四足」的副首領，擁有堪比巨樹身軀的巨人。懂得使用人化術，武器為巨斧。由於沒有參加對抗巨龍的戰事，所以不認識「Underwood」的英雄──十六夜等三人。有參加恩賜遊戲「青銅的怪鳥」，在遊戲進行時被飛鳥截擊，在看見比自己高大三倍的「迪恩」時自覺沒有勝機而主動投降，其後非常歡迎將要加入「龍角鷲獅子」的斯廷法利斯一族。

### 五爪
沃爾德·佛卡斯（Volold Focus）
原共同體「五爪」的副首領，擁有猙獰尖牙和狼耳的狼人。在滿月之時，能借助月亮獲取力量，皮膚會被灰色的毛皮覆蓋，手指會長出連岩石也能撕裂的利爪，頭也會變成狼。由於沒有參加對抗巨龍的戰事，所以不認識「Underwood」的英雄──十六夜等三人。有參加恩賜遊戲「青銅的怪鳥」，在遊戲進行時被耀截擊，與耀光明正大地進行決鬥，最終被耀擊敗，其後非常歡迎將要加入「龍角鷲獅子」的斯廷法利斯一族。

### 六傷
嘎羅羅·干達克（Galloro Gandhak）
共同體「六傷」的原首領，也是「龍角鷲獅子」聯盟的原參謀和創始者之一，別稱「怪貓嘎羅羅」，又被共同體的成員尊稱為大老。過去曾以共同體「龍角鷲獅子」的身份加入「階層支配者」大聯盟，並多次和金絲雀一起對抗過魔王，是少數在二百年前與「阿吉·達卡哈」戰鬥過的人物。認識孔明及蕾蒂西亞，並尊稱金絲雀為大姐頭。當巨龍出現在「Underwood」後，與耀在吸血鬼的空中城市中結識，並告訴耀有關「箱庭騎士」以及對抗魔王的心得，往後亦對耀和飛鳥有很多啟發。
波羅羅·干達克（Pororo Gandhak）
共同體「六傷」的新首領，由小妾所生嘎羅羅的么子，共有24個兄長及姊姊，此外亦是蛟魔王的弟子。從外表看來有著與仁差不多的年紀。在巨龍襲擊事件後，與兄弟姊妹在恩賜遊戲中爭奪「六傷」首領的位置，最終獲勝成為下任首領。成為首領後與仁商討組成聯盟的事宜，本打算讓「No Name」負責與魔王戰鬥，「六傷」則只負責提供物資，讓「六傷」獲取最大的利益，可是在仁透過技高一籌的交涉策略下，「六傷」最終只能決定提供全面協助，並決定結盟。
\
嘉洛洛·干達克（Carolo Gandhak，聲：藏合紗惠子）
共同體「六傷」的成員，嘎羅羅的第24個孩子，是波羅羅的姊姊，並擁有麒麟尾。在東區2105380外門經營咖啡座並進行諜報活動的女性貓族店員，但由於意外地泄漏了自己是諜報人員的口風，因此被十六夜等人握有把柄，被逼為「No Name」提供七折優惠。

## 七天大聖
孫悟空
自稱「齊天大聖」，為「七天大聖」的旗主，是箱庭眾所周知的魔王，別稱「美猴王」，在皈依佛門後又稱「鬥戰聖佛」，另外是箱庭三大問題兒童之一。外表為體型嬌小的十三，四歲少女，披散著稻穗般的美麗金髮和有著深綠的眼瞳，彷佛大地氣息的開朗笑容。與白夜叉是老相識。雖然是「半星靈」，但孫悟空並沒有完成「半星靈」原本的使命，這是因為生出孫悟空的仙石被海底火山爆發帶到了地上，所以原本應該要在星球中心內部出生的孫悟空并沒有獲得原本該被賦予的知識和使命，卻從星之中樞得到生命，由此成為獨一無二的「半星靈」──星造的「原典候補者」。身為「半星靈」其實力不容置疑，若論純粹的戰鬥能力，比起「護法十二天」之首帝釋天也毫不遜色。
在歷經長久的探尋自我的旅程，孫悟空認為自己的使命是以盈溢而出的強大力量來治理世間，讓世界獲得永久的平定，因此自稱「齊天大聖」來賦予自己過大的使命，同時亦被天上蓋下魔王的烙印。在神話時代率領「七天大聖」聯盟與玉帝、道教、仙界、佛門等為敵，並以一人之力擋下道教的攻擊，到最後不但「護法十二天」中的三天都被逼出，甚至逼到釋迦出手，是唯一一個魔王曾同時與如此多神佛為敵。之後受到禁錮五百年刑罰的「大聖」，拜玄奘三藏為師，出發前往天竺取經，最後皈依佛門。在皈依佛門後孫悟空也屬於放任自由的狀態，傳言稱是佛門為了掌握霸權而溫存起來，甚至被流傳為最後的王牌，但真相依然在黑暗中，而「齊天大聖」仍舊為世間而戰，提升自己的功績，繼續讓自身武功揚名天下。
由於最強魔王「人類最終考驗」之一「阿吉·達卡哈」的封印被解開，白夜叉在沒有佛門的許可下，企圖破壞「忉利天」擅自前往下層，釋迦命令孫悟空不要讓白夜叉去下層，並秘密執行向獨立共同體發出援軍要請的任務。目前與白夜叉一同躲藏在「天岩戶」，對抗操控神群的幕後黑手。
“平天大聖”牛魔王
「平天大聖」（平定天上之人）——牛魔王(牛大力)。
因為佛門不但奪走了牛魔王的結拜姐姐孫悟空，還擊破了齊天的旗幟，甚至連牛魔王的親生兒子紅孩兒也皈依了佛門。因此以牛魔王為首的剩余妖王們都非常痛恨佛門到超脫常軌，和佛門之間有著非比尋常的深刻鴻溝。
其共同體為“平天大聖”。
目前在其北區的盟邦協助抵禦魔王的攻勢，並以劉蛟為信使，向白夜叉等人傳達魔王再度甦醒的悲慘消息。
在第二部第二本中出现在金牛宫的试炼地，并表明加入了‘Avatāra’，随后与逆回十六夜展开战斗，最后被十六夜发现其曾是资助‘CANARIA寄养之家’的丑松老爷子。后被其用芭蕉扇扇走并说自己无言面见焰他们。
“覆海大聖”蛟魔王
「覆海大聖」（翻覆大海之人）——蛟魔王(劉蛟)。
本名蛟劉，通过海底火山千年修炼获得“仙龍”灵格。
经历过“落日之痛”，丧失斗志后被取笑为“干枯漂流木”，其後一人周圍流浪，現成為了波羅羅的師父。
在失去了义姐後時間就像停止了一樣。
仰慕义姐孙悟空。渴望与其见面而在第五卷接受白夜叉协助莎拉和赢得比赛的要求。
在比赛中与十六夜激战并被十六夜成功激发斗志，最终放弃比赛并为了与孙悟空见面时怀抱自信而开始积累功绩。
原为“龙角鹫狮子”联盟的客人兼顧問，第五卷中代替交还神格的白夜叉成为东区代理「階層支配者」，并成为“Thousand Eyes”客座成员。
和德拉科·格萊夫是朋友。
現在左眼上載了眼罩是因為自己曾把左眼送給金絲雀作為「No Name」根據地水源台座上放著的由「龍之眼」加工而成的水珠，但被用作水源的「龍之眼」後來在三年前被擊敗後被魔王奪走了。
從六耳彌猴口中得知，蛟劉是東海龍王和妾的私生子，但自身的能力勝於父，以及有被選為下一代的黃龍的能力。
戰鬥時除了會使用水之外，更會使用自己因不良愛好而擁有的不少武器來戰鬥，但他真正的武器是自身卓越的體術。
恩賜遊戲為「GROUND COVER on the MOON SEE(月海神殿)」，使其靈格的巨大膨脹，限定性星靈化，並以重力拘束參加者。
其共同體為“覆海大聖”。
“混天大聖”鵬魔王
「混天大聖」（使天混沌之人）——鵬魔王（迦陵羅之女）。
大鵬金翅鳥的公主。被白夜叉和“齊天大聖”及“覆海大聖”稱作「小迦陵」。
金翅的灼熱火焰“日輪金翅鳥（V hana　Garuḍa）”有著足以對抗神、對抗龍的最高位破格的恩惠，一旦接觸，連魂魄都不會殘留。
雖說是半神(非純種)，但是能和護法十二天相匹敵的最高位神鳥的大鵬金翅鳥(最強種)的直系，七大妖王之中擁有最強火力的人。
引發“六道地獄壞滅事件”的導火線之一，由於阿修羅族皇子將當時還只有十歲的鵬魔王監禁並企圖對其上下其手，惹惱了當時還未皈依佛門的“齊天大聖”，於是怒髮衝冠的“齊天大聖”為了救出鵬魔王並替其出口氣，狠狠的“教訓”了阿修羅族皇子（至於教訓方法請參見下面的“箱庭三大問題兒童”）。
其共同體為“混天大聖”。

## Queen Halloween
斐思·雷斯（Face Less）
「無臉者」。受「萬聖節女王」所寵愛的騎士，女王騎士團第三席。實力相當強大。
外表為以黑色的髮飾綁著純白的頭髮，並穿著白色長禮服以及施加了精致裝飾的白銀鎧甲，臉上則戴著遮住臉孔上半部的黑白色舞會面具的人類女性。擅長因應不同狀況利用恩賜卡不斷更換武器，分別使用剛弓、鞭劍、雙槍作出遠、中、近距離攻略。
曾和十六夜在恩賜遊戲「RaimundusLullus」中戰鬥，即使十六夜使出全力，但仍能在保留實力下和十六夜打得不相伯仲。在「Underwood」中，一人殲滅上百名巨人與龍族純血分裂出的魔獸，即使久遠飛鳥在近距離也完全看不出她的攻擊軌跡和動作。
第十二卷中指出其真名為久遠彩鳥，是久遠飛鳥沒能出生的雙胞胎妹妹。為取代飛鳥的存在而在第十二卷中提出比試，通過能使靈格無效化的恩賜「天叢云劍」一度占據上風，但最終敗于飛鳥的計策，姐妹兩人相擁后彩鳥死去，留下一張銀色恩賜卡。死後來到外界，成為久藤彩鳥，以天文數字般的概率保留了人格和記憶。在第二部中以“久藤”集團的大小姐登場。
持有恩賜：
- 「天叢云劍」

能使靈格性的恩賜無效化，是兩位數的恩賜。
斯卡哈（Scáthach）
女王旗下的女僕長，同時也是彩鳥的武術師父。
訓練以嚴格出名，彩鳥曾說她會強迫所有人接受魔鬼訓練直到成為用槍的高手。
過去訓練出很多優秀徒弟，但幾乎每個人都很年輕就死於非命。
即是凱爾特神話中的影之國女王斯卡薩哈。

## Fores Garo
賈爾德‧蓋斯帕（Galdo Gasper，聲：安元洋貴）
「Fores Garo」領導者。老虎的獸人。在「六傷」位於東區的店鋪中邀請飛鳥、耀以及不在場的黑兔加入自身的共同體，並把仁嘲笑為執著過去榮華不放的亡靈。表面上是名紳士，但實際上是經常犯罪的邪魔外道。對外宣稱以「雙方同意」的恩賜遊戲方式以旗幟作為賭注，並取勝籍此擴大自身的共同體；然而實際上是強制對方參與恩賜遊戲，並在勝利後以小孩作人質令對方在旗下工作，但綁架回來的小孩在當晚就被處決，而遺體會交給心腹部下吃避免他人發現。
在飛鳥的提案下，以「Fores Garo」的存續和「No Name」的驕傲與靈魂作為賭注舉辦恩賜遊戲。與此同時蕾蒂西亞想考驗「No Name」三位新成員的實力，賜予賈爾德鬼種後其外觀改變並狂暴化。最終在恩賜遊戲「Hunting」中被飛鳥用「白銀十字劍」擊殺後落敗。

## Rattenfanger
群體精靈
在哈梅爾的130名犧牲者的精靈群。以星海龍王授予的神珍鐵製作成自動玩偶迪恩。
梅爾（Merun，聲：久野美咲）
地精，群體精靈歷經無數星霜歷程後產生的群體碎片，第131名精靈群。被返回原本世界的群體精靈賜與了「開拓」土地之恩賜而留在箱庭，現在和No Name一起戰鬥。
飛鳥於恩賜遊戲「奇蹟背負者」中取得自動玩偶「迪恩」，並在恩賜遊戲「The PIED PIRPER of HAMELIN」落幕後，因傳承而必須消失的一百三十位哈梅爾的精靈群，為了感激而託付給飛鳥，第一百三十一名同志，將會流傳給後世的「開拓」靈格賜給了這個孩子，由飛鳥為祂取名為「梅爾」。

## Underwood
桐乃
樹靈少女，有一名弟弟。
其弟弟在火龍誕生祭中參與佩絲特所舉辦的「The PIED PIPER of HAMELIN」中曾被飛鳥出手相救。
在「SUN SYNCHRONOUS ORBIT in VAMPIRE KING」被捉走時，被耀救走，並且和耀一起去破解「SUN SYNCHRONOUS ORBIT in VAMPIRE KING」的迷團。
耀和格萊亞對戰時，捨身保護耀，在被攻勢擊中時，耀及時用生命目錄的能力保護了桐乃。

## Grimm Grimoire・Hameln
佩絲特（Pest，聲：齋藤千和）

威悉（Weser，聲：岩澤俊樹）
源自威悉河的傳承，源自土地災變和河水泛濫、地盤陷落等自然現象，帶來130死亡的功績的惡魔化身，實際上卻是花衣魔笛手的傳承。過去是共同體「幻想魔道書群」的成員。於恩賜遊戲中，最終與十六夜互毆，召喚的媒介被破壞而落敗後消失。
被十六夜稱讚是第一個肯正面使用全力和他互毆的人。
在第二部中似乎於everything company的相關組織中擔任局長
拉婷（Ratten，聲：南里侑香）
源自花衣魔笛手的捕鼠小丑傅承，能使用笛聲操縱老鼠和人心的惡魔化身。過去是共同體「幻想魔道書群」的成員。於恩賜遊戲中，最終與飛鳥競賽中落敗後消失。
修特羅姆（Strom，聲：浜添伸也）
源自「天災」的傳承。巨大的陶製人偶。

## 聯盟「Ouroboros」
殿下
伽爾吉
傳說中是毗濕奴的十大化身之一，也是其最後一個化身，形象為身騎白馬、手持火劍、相貌英俊的武士，名字有「時間」、「不滅者」、「穢物破壞者」的意思。
與十六夜同樣為原典候補者，由行樂家所打造為「神靈」的「原典候補者」，為能打破神靈造成的天災終末論而誕生的英雄。為琳、奧拉、格萊亞等人的領導者但並非聯盟的領導者，十六夜因不願稱呼其為「殿下」而改稱為「白髮鬼」。
平時起居生活是由琳、奧拉、格萊亞等人所負責。
於第七卷中展現其作為原典候補者的能力，擁有「刀槍不入」概念的恩賜，並使用原本應該只能由凱爾特巨人族才能使用的「來寇之書」開啟主辦者權限。於遊戲後聲稱和十六夜的對決並非敗北，而是作為原典候補者的完成度較低。憑著模擬創星圖（Another Cosmology）“Avatāra”，魔王也能一擊能屠殺殆盡。是銜尾蛇為了跨越卡莉約加(Kali=Yuga）所必要的。
「Perseus」曾向其落下了購買蕾蒂西亞的訂單。
自稱自己出世後還未滿三年，故世間的廣闊之類，自己有什麼想要及連考慮這些事情的空閒都沒有，有的只是伴隨出生被賦予的知識。
行動的理念是為了部下能在自己身上看到夢想達成，即使身體千瘡百孔都要往前進。非常尊重並相信部下的忠誠。
持有恩賜：
- 「模擬創星圖（Another Cosmology）“Avatāra”」

是讓手中所持有的黃道、赤道的星獸的傳承顯現。
出現的能力有：擋住黑兔的模擬神格.梵釋槍的Avatara第四化身，不問神造、星造反彈一切武器的獅子神獸那羅希摩。
鈴(於台版小說第十一集由琳改譯為鈴)
本名彩里鈴，是殿下門下的軍師，行樂家的弟子
恩賜卡是琉璃色。
持有恩賜：
- 阿喀琉斯之跟腱（Achilles Heel）

根據斐思·雷斯所說其恩賜應是操纵的是物体和物体之间的概念性「距离」-- 空間操作。
奧拉（Aura）
是人類中的幻獸，魔法師。在那之中，還是被稱為『Fay』，相當於『妖精』（Fairy）語源的瀕危物種。
持有恩賜：
- 黃金豎琴

由「來寇之書」的纸片中所召唤出，是達努神族的神格武器。
- 巴羅爾之死眼

從「Underwood」搶奪而來。是巨人族的最強死之魔眼，在和佩絲特爭奪死眼所有權時，因深感會失敗，最終使用在太古時期貫穿巴羅爾之死眼的神槍·極光之神臂的槍尖之一刺向死眼令死眼變化成石頭，接著裂成兩半，其後被佩絲特和奧拉一人搶奪一邊。
格萊亞·格萊夫（Gria Greif）
黑色的獅鷲獸，德拉科·格萊夫的弟弟。胸前刻有「生命目錄」，為了抵抗主神的詛咒從而生存下去。
能利用「生命目錄」的能力變成不同種族來戰鬥。
在「SUN SYNCHRONOUS ORBIT in VAMPIRE KING」中知道耀是打敗格萊亞哥哥德拉科的孝明女兒，於是就去挑戰耀，並在戰鬥時對耀不明「生命目錄」的能力及用法感到不解，其後一邊戰鬥時一邊解說「生命目錄」的源由及能力，最終被耀使用不同於「生命目錄」的「生命目錄」打敗。
在「銜尾蛇」被克洛亞招待進入參與對抗阿吉·達卡哈後，克洛亞要求對耀傳話其後格萊亞就去了耀的房間告知有關「生命目錄」及耀雙親的事，並告知耀『下次再見面時要做好覺悟，「銜尾蛇」不會再手下留情』。
與春日部耀的「生命目錄」不同，格萊亞·格萊夫的「生命目錄」是將自身化為不同種族
混世魔王
五位數的魔王，西遊記中的六耳彌猴，能力如同神隱，但正體是利用兒童灰心、無奈等負能量為食糧的魔王，被神隱的受害者都是因被強制參加他的一人遊戲而消失掉。新目標是珊朵拉。
起初為了襲擊即將到「Salamandra」的蛟劉而發出了挑戰狀，但十六夜一時興起參與了遊戲時被他發現了真身，其後在十六夜即將捉到時被馬克士威妖救了。
第十二卷指出其為孫悟空的弟弟。是為使孫悟空從半星靈升華為星靈而生的試煉。
馬克士威魔王（マクスウェルの魔王）
四位數的魔王，是被科學否定了其存在的悖論惡魔，像是沒有正體一樣的惡魔，被打得粉碎依然能回復原狀，雖然使用的能力主要是火及冰，但正體不是溫度，而是溫差所產生出的能量。
對維拉異常喜愛，順從行樂家而加入衔尾蛇，大部份理由都是為了得到「迎娶」維拉的力量，曾潛入維拉的床鋪內或在其上廁所時空間跳躍過來，至今維拉還能保住貞操也算是一種奇蹟。
其真面目是掌握平行世界的完成型「第三永動機關」靈格的天使(納米機械)。第三種星辰粒子體(3S,nano machine unit)。
與第三類永動機有聯繫，是使其完成的理論之一。
最後被十六夜和克洛亞聯手打敗，「第三類永動機」靈格轉移給柯碧莉亞。

## 天軍

### 護法十二天
帝釋天
箱庭的創始者，同時是被人稱「箱庭貴族」的月兔一族的主神及被其所祟拜的軍神。「護法十二天」之首。
在天界中被評論成「只做不需要動的事情」的廢神。在黑兔打破極限將獻身時出手阻止，并将自身的灵格赋予在其身上。而在賜予討伐阿吉·達卡哈作戰的眷屬們獎勵後，失去了神力變成完全的普通人。
於小説第二部「Last Embryo」中與另外兩名護法十二天到了十六夜失蹤後5年的日本，認識焰、鈴華及彩鳥。在日本以御門釋天的身份活着。
第二集中與兒子阿周那相遇，但因雙方理念不和而戰鬥，戰敗後由黑兔接手，並說明目前將神格寄放於黑兔身上
地母神
“天地一对的地母神（Prithvi Mata）”在印度神群中也属于最古老的女神之一。其灵格是担当着文明起源的一角的神灵，于人类史黎明期把农耕文化传播到世上。
於小説第二部登場，表面上是在帝釋天的公司打工。

## 人類最終試煉
阿吉·達卡哈（Aži Dahāka）
又稱「絕對惡之魔王（簡稱絕對之惡）」，人類最終考驗，最強的弒神者之一。三位數的魔王，樣貌為三頭龍，身上流的血會化為無限的雙頭龍，為神靈級的分身體。魔王恩賜遊戲為黑紙一張，有著最高蒙混內容書面格式的恩賜遊戲。
拜火教神群的其中一柱，被託付旗幟與箱庭第三層，高舉不共戴天，天生的魔王，天災的代名詞。200年前破壞月兔一族故鄉的兇手，擁有擊退百萬神群的實力。被封印在共同體Salamandra的火山中，由魔王聯盟銜尾蛇所喚醒。
本尊和十六夜對決時，不但力量贏過十六夜，耍嘴皮子的技巧也被十六夜認為比自己技高一籌。
其宗主-惡神之母，不共戴天（世界之敵）的她，背負上在幾千年、幾萬年、幾億年中不斷戰鬥的宿命。以強大超越者的視點，看清了一切結局的她，為無論怎麽掙扎都絕對會毀滅的，深愛著的人類而悲傷。
為擦去宗主她的眼淚，成為人類最終考驗。明確人類毀滅的要因，以此創造他們勝利的未來，化作人類突破終末論的基石。背負上罪業最深的“絕對惡”之旗，侍候她直到世界的終焉爲止，賭上永遠。
人皮上長出鱗片，指尖變得銳利，張開足以將大地喝乾的大颚，頭顱分成三份，均變成凶惡的龍型，把大陸或者等同大陸的質量濃縮到僅僅三米的身體中。如今的三頭龍已經完全沒有過去人型時的樣子。一直等待傳承中記載的“總有一天在未來出現的英傑”。
在小說第二部中向十六夜表明了西鄉 焰 是他的化身。
帝釋天他们解讀打倒“阿吉·達哈卡”所必須的通關條件為
   ①拥有能打倒阿兹·达哈卡的武力的人類英傑。
   ②解开了阿吉·達哈卡所包含的終末論X之谜的賢者。
   ③明知無法打倒阿吉·達哈卡依然奮勇挑戰的異世界勇者。
“惡”的正義所在，正是所有英雄豪杰到達的最後頂峰，以讓跨越自身的惡之屍首來奉獻給“正義的勝利”，憑一己之身背負被拜火教授予聖人們的教義“惡”。對十六夜來說是一直一直在尋找的最棒寶物「真正的魔王」。
傳承要將其打倒，就必須攻擊三個要害。第一個是頭顱，第二個是雙肩，而第三個是心臟。雙肩上有「Arcadia」的旗幟，頭顱的樁是「Arcadia」在200年前施加的封印，只缺下心臟有勇氣者的一擊。
最後由傑克剖開了胸口，化作蛇夫座（Asclepius）的蕾蒂西亞和化作月龍的蛟劉纏繞其身，然後由黑兔和十六夜聯手用模擬神格·梵釋槍（Brahmaastra Replica）的長槍將其心臟貫穿，最後就燃燒起來化成灰燼。對逆迴十六夜來說，這是只有他知道完全的敗北。
魔王深信自己是被真正的英杰讨伐，满足地逝去了。但十六夜颤抖的真正理由并非如此。那绝非恐惧的颤抖。
那次战斗无论假想多少次，逆迴十六夜都必定会被神枪贯穿杀死。
单凭蛮勇来挑战的十六夜，本来应是屈服于魔王之下而死去的。
那时候借助殿下的力量。杰克赌命制造胜机。
这些全是十六夜所想的攻略计划中不存在的要素。
一切都只不过是命运的齿轮，为了让无法获胜的十六夜取胜利而从旁干扰。
因此那份颤抖……是羞耻。在真正的魔王面前，忍受不了以不正当手段取得胜利的羞耻心，于是十六夜颤抖了。
然后不甘地哭泣了。无论对敌方还是对我方，他都打从心底感到歉意。
如果说当时存在与胜者这个称呼相称的勇者的话，那正是明知命运如此依然赌上性命，在那个状况中奋不顾身勇往直前的人们才对。
久远飞鸟、春日部耀、蛟魔王、鹏魔王、杰克、莎拉、曼德拉，还有无数死去的同伴才是真正的勇者。
逆迴十六夜……只是个局外人。他只是在那场最终决战中，从安全地方摘取了功绩的小偷罢了。
他只是个从外面眺望那远处响起的胜利呼声的观众而已。
即便杀死了魔王的人是十六夜——输给了魔王的，也只有十六夜一人。
是20世紀結束後，人類最終考驗·終末論中唯一未被破解的。
其存在與第三類永動機有深遠的聯繫，既是因為第三類永動機的完成招來了行星破壞兵器與暴政等，即「絕對惡」的出現；也是被第三類永動機的力量破解。因此被身為第三類永動機開發者的十六夜打敗是必然的。
在第二部中以西鄉焰為化身，短暫的再次出場
持有恩賜：
- 阿維斯陀

模擬創星圖（Another Cosmology）之一，有著與十六夜的「模擬創星圖（Another Cosmology）真相不明」匹敵的力量。其依次與之相克的特性，能模仿敵對者宇宙觀（Cosmology）的反面並融入自身，將並限定性地使用，或將敵對恩賜相克抵消。敵對者的神靈越多自身就越強。除了人類宇宙觀不能模仿，因為傳承中有著被于世界終末現身的“拯救人類未來的英雄”打倒的命運，那也是自身的願望。
- 霸者之光輪（Khvarenah）

流傳著毀滅三分之一世界的傳承，閃熱系最強的恩賜，是會點燃終末論的導火線，是引以為傲的必殺技。所以當耀以原初龍·金星降誕的原初之火這與之相反的恩惠，改變了霸者之光輪的軌迹，從攻擊目標移開時，使其因驕傲折損而憤怒。
- 千種魔術

世界一切技術及概念都不可能沒有一絲惡意，作為背著世上一切惡意的絕對之惡，能建立無條件獲得遊戲相關知識的恩惠，所以至今承受過成千上萬的“主辦者權限”，依然無法簡單封印。
閉鎖世界（敵托邦）（Dystopia）
人類最終考驗之一，曾把箱庭的西區化為敵托邦。後被金絲雀等人所屬的「阿卡迪亞大聯盟」打倒。
在「敵托邦」中出生長大的人（家畜）會隨時間損耗他們的靈格，緩慢地失去性命，最後變為不存在，這就是「No Former」的能力。
為了否定創造論，制作了生命目錄。
本來農奴的解放要推遲到1900年代初期左右。結果妨礙了啟蒙思想、自由主義等思想的發展，成為敵托邦思想增長的原因。但黑死病的蔓延從十四世紀開始，持續了一百年以上。由此提前令農奴的社會地位上升。有可能導致人類滅亡的疫病，卻最終改變了人類的未來。曾為人類最大試煉的黑死病蔓延，是打斷連接“閉鎖世界”的未來，促進靈長類進化的必不可少事件。
其與第三類永動機的完成也有莫大的關聯。
實際上金絲雀等人並非破解了試煉，而是令敵托邦出現的概率降低為0，將其消除。這樣固然避免了閉鎖世界的出現，但「第三類永動機」的完成；「絕對惡」的破解；「閉鎖世界」的破解都是通向春日部耀所在的那個永恒和平的未來的必要條件。“閉鎖世界”的消除直接導致了通向那個未來的可能性大幅減少，成為了可能性之外的世界。因此長遠來看這一舉動並非正確的做法。
衰微之風（End Emptiness）
人類最終考驗，最強的弒神者之一，兼有作爲攻略其他最終考驗的時限的機能。從時間的盡頭被召喚，又往回憶的彼方離去的存在。
讓信仰被廢棄、讓恐懼被遺忘、讓研究被斷絕、無形無貌的魔王。
讓無數的物質、概念，都會在時間的盡頭被消磨殆盡。
也有「盡頭的暴君」、「徘徊的終結論」、「共食的魔王（共食=同類相殘）」等名稱。
會根據顏色來改變位數的魔王。黑色是最強(一位數)，白色是最弱(七位數)，是少數明確證實一位數的魔王。不被容許吞噬比自身要高的靈格，要打倒衰微之風就必須要跨越試練，展示出不會被時代洪流所磨滅的靈格。條件是有該層級之上的旗幟或有不被磨滅的靈格(例如永動機)。

## 箱庭世界內的其他人物
行樂家
共同體「Grimm Grimoire」的成員。在蕾蒂西亞打倒魔王回到故鄉後，向她解釋發生在吸血鬼城堡的事情（吸血鬼叛亂），曾邀請蕾蒂西亞加入他的共同體「Grimm Grimoire」，但被蕾蒂西亞拒絕。是讓蕾蒂西亞·德克雷亞成為魔王的人。
行樂家又被稱為遊戲創作家，是一種詩人。
自稱崩壞時失去了靈格，讓人無法理解究竟「來自哪裏」、「屬于哪種」以及「爲了什麽」的服裝。 出處、制法、目的均無法辨認的風格。並非哈迪斯的頭盔那種消去身形的恩惠（恩賜），自身的存在變得無限稀薄。
「敵托邦」中出生長大的，No Former之一。
於第二部中，在外界擔任Everything Company的研發部部長，根據本人說法為走後門進入。
卡拉侍女長（Carla）
女僕，吸血鬼。是於蕾蒂西亞依然是普通主辦者，還未成為魔王的時代的侍女；在吸血鬼的內亂中死亡。
自認凡是優秀的女僕，不只要會一兩招必殺技，連最後王牌隱藏絕技或四十八招到一百零八招都該事先準備好，才符合普通的原則。而且只要是主人的要求，不用說打點茶會，甚至煮飯打掃洗衣等基本家事與照料菜園協助更衣全部包辦再加上智略策略謀略等方面也準備萬全，並且從暗殺到開路先鋒皆能完美辦到才能算是真正的女僕。

## CANARIA寄養之家
西鄉 焰
第二部「Last Embryo」的主角之一。「CANARIA寄養之家」收養的小孩。外貌為一頭亂髮並配戴眼鏡的少年,固有恩賜（Gift）為“千之魔術（Protoidea），並獲得了於箱庭世界中進行的“第二次太陽戰爭”的參賽資格，在他們的世界中遭遇到了彷彿彌諾陶洛斯(金牛宮的化身)的怪物，迫不得已來到箱庭。第一次恩賜遊戲是由白雪姬為主辦者的 “Hippocamp的水上騎師” ，參賽者方（焰，鈴華和彩鳥）勝利報酬：贈與一枚恩赐卡。以及個人保障衣食住。主辦者方（白雪姬）勝利報酬：說服逆迴十六夜，讓他為至今的所有無禮行為道歉
十六夜的耳機「Crescent moon」是由他製作，並開玩笑的對十六夜說他是耳機的最佳代言人，希望他時常戴著。
根據耀的說詞，焰所製作的耳機品牌「Crescent moon」，在當時她所生活的原世界中，是暢銷且有名的耳機。
只要親手拆解過某物，就能瞬間理解其物的構造。
在「理解力」、「重現力」、「創造力」方面擁有壓倒性的才能。
在第十二卷最后受久藤彩鳥的委托，著手再現亡父的研究「奈米永動機」。
彩里 鈴華
第二部「Last Embryo」的主角之一。「CANARIA寄養之家」收養的小孩。外表為有著健康的古銅色肌膚以及如鳳梨般髮型的少女。
喜歡十六夜。能力為物体转移（Apport&Asport），能將自己或他人轉移，但一次只能選擇轉移自己或他人。可將右手延長線上的物體轉移至左手延長線上，有效距離為120公尺，但轉移後物體不會失去動能。

## 注解
1. ↑  若睡時濕度很高，在剛睡起來的時候，頭髮會像獅子的毛一樣膨脹起來，本人對此感到非常麻煩，而為了解決問題耳機就成為了把睡亂的頭髮壓下去的東西。
2. ↑  一般的主辦者既然明知會慘敗，自然不可能讓十六夜參賽。而十六夜也對這種懦弱主辦者所舉辦的遊戲毫無興趣。
3. ↑  實際上並非被雙親抛棄，小時候十六夜曾经抱着興趣来調查自己的家庭，得知雙親是大學教授和家庭主婦，設外還有一名弟弟，後來雙親因事故身亡。
4. ↑  本人並沒有自覺
5. ↑  用一疊疊鈔票堆成小山當獎金來吸引人參加
6. ↑  一個為了接納十六夜而成立的兒童福利機構。
7. ↑  在恩賜遊戲「月兔與十六夜之月」中和黑兔平手時雙方各得一次命令權。
8. ↑  在佛門與魔王帝釋天的最終戰裏，月神（Chandra）巫女為了守護深愛之人──當時背負著惡之旗幟的帝釋天而犧牲自己，奉獻自身的一切被煉獄燒盡，改變了惡神命運的兔族少女。
9. ↑  「Arcadia」
10. ↑  在恩賜遊戲「月兔與十六夜之月」中和十六夜平手時雙方各得一次命令權。
11. ↑  十六夜知道的日本歷史裏沒有出現過「久遠財團」，只有四大財團而已。
12. ↑  「權能」是只有神才允許發動的權利。
13. ↑  大胃王的程度已經去到能把「六傷」在收獲祭準備的糧食庫摧毀。
14. ↑  會使耀失去與語言不通的異種族交談的能力以及無法步行
15. ↑  刻有「Grimm Grimoire Hamelin」旗幟
16. ↑  一般情況，主人能力低於被支配者，力量也會大幅减弱，例如被盧奧斯持有的「蛇髮女妖之威光」力量便大幅减弱
17. ↑  德古拉（Draculea）有龍之子的意思，因此身為「龍之純血」的蕾蒂西亞才會擁有此稱號。
18. ↑  飛鳥、耀擁有蕾蒂西亞的所有權都是3，而十六夜是向「Perseus」弄來挑戰權的人，所以十六夜擁有蕾蒂西亞的所有權是4。
19. ↑  雙親和妹妹也因內亂而被殺。
20. ↑  處罰將從『穿刺刑』、『釘刑』、『火刑』中以亂數選出。參賽者死亡並不包含在解除條件之內，永久地遭受刑罰。
21. ↑  當初在殿下等人處買來的。
22. ↑  但並未正式加入「No Name」。
23. ↑  吸血鬼基本上根本沒有影子。
24. ↑  在「世界盡頭」的斷崖絕壁上，將箱庭世界分成八塊的大河終點。
25. ↑  單挑最強最古老魔王「阿吉·達卡哈」。
26. ↑  以蠻力改變河川的流向，十六夜利用河川水流自己製作一個新的湖泊使水仙卵華開花
27. ↑  建造祭祀白雪姬的神殿，開拓水道，為東區的七位數外門的共同體免費提供水源，確保他們能儲備足夠的水源，同時將東區下層2105380外門建設為清流之都。
28. ↑  和十六夜是隸屬關係，所以必要時白雪姬可以進入十六夜的恩賜卡當中。
29. ↑  蕾蒂西亞隸屬問題兒童三人，白雪姬隸屬於十六夜。
30. ↑  佩絲特的「主辦者權限」擁有「能夠封印太陽星靈」的權限
31. ↑  想讓魔王成爲隸屬，必須在利用「主辦者權限」強制舉行的遊戲中取得完全勝利。
32. ↑  戒指刻有「Grimm Grimoire・Hameln」旗幟是因為佩絲特為了吊念因為「黑死斑魔王」的野心而殉身的兩名同志而向白夜叉提出隸屬的條件，以及佩絲特不論以任何形式也希望能留下「Grimm Grimoire・Hameln」的旗幟。
33. ↑  黑死病大流行使農奴激減，令農奴的社會地位上升，因此推前農奴的解放。此外啓蒙思想、自由主義等思想的發展，成爲敵托邦思想銳減的原因，最終改變了人類的未來。假如把大流行的事實從時代中抹消的話，魔王“閉鎖世界”的有可能再次複活。
34. ↑  騎師先是被攻擊擊中重傷後再跌入河流被沖走
35. ↑  由於獅鷲獸是踩着空氣飛翔，所以即使失去了翅膀也能飛翔，但是同時失去了作為獅鷲獸的自尊。
36. ↑  十六夜認為格利失去翅膀的原因在於自己，因此在這個傷口痊癒之前希望能代為照顧它。
37. ↑  第一次被暴走的牛撞飛，第二次被暴走的馬撞飛，第三次被暴走的牛和馬撞飛。
38. ↑  大部分的左旋貝殼都是在基因異常下才會出現的東西，非常珍貴。
39. ↑  異邦人的茶會
40. ↑  燕尾服魔王、齊天大聖、帝釋天、萬聖節女王、俄耳甫斯等等。
41. ↑  「No Name」毀滅前的名字
42. ↑  並非指力量，而是他的靈魂
43. ↑  西區「敵托邦」出身的人是連思考都不會的家畜。
44. ↑  「忉利天」天門被破壞代表護法十二天前來箱庭的道路被封鎖了。
45. ↑  如果其他天軍出馬，會為了淨化魔王不惜將中下層化為焦土。
46. ↑  無論有沒有恩惠，各個時間流中的逆迴十六夜，必定存在以某種形式拯救世界的可能性。是注定拯救未來而給予的祝福，因果律的逆轉。
47. ↑  對外宣稱因病過世。
48. ↑  與白夜叉有著同樣的愛好，是朋友的同時也是永遠的對手。
49. ↑  不論嬰兒、幼女、少女和熟女都喜愛。
50. ↑  經常被人說是不爽的眼神。
51. ↑  金絲雀是主，克洛亞是從。
52. ↑  但只能將死去的人轉變為新生命重新開始，因為逝去的性命是無法歸來。
53. ↑  東區有帝釋天率領的混合神群奮戰、南區有西歐的神群窺視反擊的機會、北區有以吸血鬼、牛魔王、酒吞童子、金毛九尾為中心的惡鬼羅刹起義。
54. ↑  斐思在幫助耀從現實世界召喚耳機時，發現了異常問題，並知會萬聖節女王。
55. ↑  和十六夜的耳機是同一個品牌，為西鄉焰製作的品牌。
56. ↑  有著名人堂等級展示品的閱覽室一般遊客是不能進入的。
57. ↑  蛇、蜘蛛、鱷魚等。
58. ↑  是若隱若現派的教徒，如將黑免平時穿的迷你裙賜予了好像看得見但又絕對看不見裙下風光的恩賜。
59. ↑  太陽主權原本以黃道十二宮和赤道十二辰分成二十四份主權。為了獎勵保護箱庭的「全權階層支配者」蕾蒂西亞，新增了第十三個黃道宮「蛇夫座」太陽主權。
60. ↑  現已被「齊天大聖」取代衪的位置。
61. ↑  雖然靈格有所縮小，但「天動說」的靈格是需要到達星之盡頭、時之盡頭、宇宙的最盡頭才能證明的事物，單靠人類是永遠也無法發現的。只要透過「主辦者權限」舉辦恩賜遊戲並將規模不斷擴大，「天動說」的靈格便能無限增大，即使舉辦「悖論遊戲」也是可能的。
62. ↑  第一世代分身都是最強種「神靈」級別。
63. ↑  金絲雀為了打倒敵托邦魔王而建立的「階層支配者」大聯盟受到不知名魔王攻擊並瓦解，共同體「Arcadia」也毀滅，成為「No Name」。
64. ↑  十六夜當時的時代。
65. ↑  當時不知道殿下等人是屬於魔王聯盟。
66. ↑  當「No Name」與魔王作戰的時候，「Salamandra」一定會以秩序守護者之姿立刻趕到。
67. ↑  以往曾與「No Name」的前身「Arcadia」同盟，但當他們變成無名的時候卻單方面棄盟。
68. ↑  利用神珍鐵伸縮自如的特性來進行活塞運動，以此制作能夠持續運轉的裝置。
69. ↑  與天齊驅之人。
70. ↑  箱庭大致上沒人以此稱呼悟空，連賜予其佛名的釋迦也不會。
71. ↑  代替白夜叉的位置，不過本人對此相當不滿。
72. ↑  如從恩賜卡中顯現出兩根近兩倍身高的棍棒
73. ↑  綁架女性小孩後以此脅迫。
74. ↑  意思即是白髮的餓鬼（小鬼）
75. ↑  象徵十天回旋的十個不同的宇宙，人類無法到達的睿智，人類無法到達的臂力，人類無法到達的星光，超越既存宇宙法則，全知全能極致的力量
76. ↑  克洛亞承諾只要格萊亞告訴耀有關生命目錄及耀雙親的事，就會放走其他「銜尾蛇」的成員
77. ↑  爲了滿足拜火教（瑣羅亞斯德）提倡的善惡二元論以最快速度滿足構建宇宙觀（Cosmology）所需要的最小公倍數而誕生的，區分天地，誕生陰陽，制定善惡，被推上世界黎明期時背負一切之負的神靈之位。
78. ↑  衛星的化身。作爲最強種卻由人類的遺産中産生的巨龍，是兼有不能被阿維斯陀模仿的人類宇宙觀。
79. ↑  把象征文明與進化的火焰，授予原始人類的金星化身。
80. ↑  在殿下的“Avatāra”協助下
81. ↑  到那個時限，箱庭的一切都會被“衰微之風”吹飛。